# 베텔게우스
좌표:  05h 55m 10.3053s, +07° 24′ 25.426″
베텔게우스 또는 베텔기우스(영어: Betelgeuse)(바이어 명명법으로 표기하여 오리온자리 알파, α Ori)는 밤하늘에서 여덟 번째로 밝으면서 오리온자리에서 첫 번째로 밝은 별이다. 베텔게우스는 뚜렷하게 붉은색으로 빛나며, 겉보기 밝기가 0.2등급에서 +1.2등급까지 바뀌는 반규칙 변광성이고 +1등급 별 중 밝기 변화가 가장 큰 별이기도 하다. 베텔게우스는 겨울의 대삼각형을 이루는 별 중 하나이며 겨울의 대육각형 중심부에 있는 별이기도 하다. 베텔게우스의 이름은 아랍어 يد الجوزاء (Yad al-Jauzā' , 알-자우자의 손)에서 왔는데, 아랍어를 중세 라틴어로 번역하는 과정에서 첫 번째 글자 y를 b로 잘못 표기하여 생겨난 명칭이다.
베텔게우스는 분광형 M2Iab의 적색 초거성이며 우리가 알고 있는 거대한 별 중 하나이고, 광도가 아주 높은 별 중 하나이기도 하다. 만약 베텔게우스를 우리 태양계 중심에 놓는다면 그 표면은 소행성대를 넘어 목성 궤도 너머까지 미칠 것이다. 또한, 수성, 금성, 지구, 화성은 확실히 베텔게우스에 먹혀 사라질 것이다. 베텔게우스의 정확한 질량은 아직 밝혀지지 않았으나 대략 태양의 약 5배에서 30배 사이일 것이다. 베텔게우스와 우리 사이 거리는 2008년 기준으로 약 640 광년으로 밝혀졌으며, 그에 따른 절대 등급은 약 -6.02이다. 베텔게우스의 나이는 1,000만 년이 되지 않았음에도 죽어가는 단계에 들어섰는데, 이는 질량이 커서 항성진화 속도가 태양과 같은 별보다 훨씬 빠르기 때문이다. 베텔게우스는 원래 오리온자리 OB1 성협(오리온의 띠를 구성하는 별들이 여기에서 태어났다.)에서 태어났으나 이후 성협에서 내쳐져 나왔다. 따라서 이 별은 도주성이라 부를 수 있는데 대략 초당 30킬로미터의 초음속으로 성간 매질 속을 움직이면서 4광년 이상의 폭에 걸쳐 뱃머리 충격파를 형성하고 있다. 현재 베텔게우스는 항성 진화의 마지막 단계에 있으며 수 백만 년 내로 II형 초신성 폭발로 일생을 마칠 것이다.
1920년 베텔게우스는 태양에 이어 그 광구 크기를 잰 두 번째 별로 기록되었다. 그 후 과학자들은 베텔게우스를 여러 기술적 매개변수들을 사용하여 관측했는데, 논란 거리가 되는 결과가 종종 나왔다. 1990년 이후 연구에 따르면, 이 별의 겉보기 지름은 0.043에서 0.056초각 까지 다양하게 나왔다. 이는 거의 전적으로 베텔게우스가 주기적으로 겉 모습의 변화를 일으키기 때문이다. 베텔게우스의 물리적 특성 중 상당수는 주연감광, 항성 맥동(밝기 변화), 파장에 따라 다른 각지름 등 여러 이유 때문에 아직까지 정확하게 알려지지 않았다. 이뿐 아니라 베텔게우스 주위에는 항성 진화 과정에서 별을 탈출한 물질들이 항성 반경의 약 250배 범위에 걸쳐 복잡한 비대칭형 모양의 별주위 외피층(Circumstellar envelope)을 형성하고 있고 이 외피층이 베텔게우스의 표면을 가리고 있어 정확한 관측을 더욱 어렵게 하고 있다.

## 초신성 폭발 징후
최근에 밤하늘에서 이 별이 이상하게 밝아지고 있어 곧 초신성으로 폭발할 것이라는 추측을 불러일으키고 있다.
원래 지구에서 약 650광년 떨어져 있는 베텔게우스는 밤하늘에서 10번째로 밝은 별이다. 최근 베텔게우스는 현재 평소 밝기의 1.4배 이상으로 급상승하여 밝은 별 랭킹 7위에 올랐다.
베텔게우스는 적색 초거성으로, 중심부에 있는 수소 연료를 모두 태워 원래 몸피보다 수백 배 팽창한 거대한 별이다. 천문학자들은 이 별이 현재 헬륨을 탄소와 산소로 핵융합하고 있다고 믿는다. 이 단계는 별의 긴 일생에서 잠깐이라 할 수 있는 수만 년에서 수십만 년 지속되며, 이 기간이 끝나면 바로 초신성 폭발로 이어진다.
베텔게우스의 이 같은 기이한 거동은 2019년으로 거슬러올라간다. 그때부터 베텔게우스는 밝아졌다 어두워지기를 거듭하면서 심상찮은 상황을 연출했다. 그래서 일부 별지기와 천문학자들은 베텔게우스의 극적인 임종이 가까웠을 것이라고 추측했다.
초신성 폭발은 우리 은하계에서 약 100년에 한 개꼴로 터지는데, 희한하게도 400년 전 대천문학자 튀코 브라에와 요하네스 케플러가 본 두 번의 연달은 초신성 폭발 이후에는 아직까지 일어나지 않고 있다. 그래서 천문학계에서는 초신성은 위대한 천문학자가 있을 때만 터진다는 우스개소리까지 나오고 있는 실정이다.
만약 베텔게우스가 초신성 폭발을 일으킨다면 인류는 400년 만에 가장 가까운 초신성 폭발을 보게 될 것이며, 그 폭발은 너무나 엄청나서 낮에도 베텔게우스를 볼 수 있을 것이다.
만약 베텔게우스가 지구로부터 수십 광년 거리에서 폭발한다면 지구는 물론 태양계 전체가 하루아침에 사라져버리겠지만, 다행히 650광년이나 되는 먼 거리에 있기 때문에 초신성 폭발로 지구가 직접 피해를 입지는 않을 것이라 한다.
최근 베텔게우스의 폭발이
생각보다 훨씬 빠르게 찾아올 것이란
새로운 결과가 발표되었다.
놀랍게도 이번 연구에선
베텔게우스에서의 겉모습뿐만 아니라 그
속에 남아있는 핵융합 연료의 양까지
확인했다. 이번 새로운 결과에
따르면
베텔게우스의 핵융합 연료는 이미 모두
고갈된 상태다. 만약 이 발견이
사실이라면 베텔게우스의 초신성
폭발은 앞으로 수십만 년 뒤가 아닌 단
수십 년 아무리 멀어봤자 100년
안에 벌어지게 된다.

## 관측 역사
베텔게우스와 그 붉은색은 고대부터 기록된 바 있다. 고대 천문학자 프톨레미는 이 별의 색을 ‘히포키로스’(ὑπόκιρρος)라는 단어로 기록했으며 이 말은 후대에 울루그 베그의 《지즈 이 술타니》(زیجِ سلطانی)에서 ‘루베도’(rubedo)로 번역되었는데 이는 라틴어로 ‘불그스레함’이라는 뜻이다. 근대적 항성 분류 개념이 나오기 전인 19세기에 안젤로 세키(Angelo Secchi)는 베텔게우스를 항성분류 ‘III형’(주황색 ~ 적색)의 원형(元形, prototypes) 별에 포함시켰다. 이와는 반대로 프톨레미보다 300년 전에 살았던 중국 천문학자들은 베텔게우스의 색을 ‘노란색’으로 기록했다. 현재 베텔게우스와 유사한 별들 주위 환경을 연구한 결과로 미루어 보아 베텔게우스는 서기 원년을 전후한 시기에 황색 초거성 상태였을 가능성이 있다.

### 근대 초기의 연구

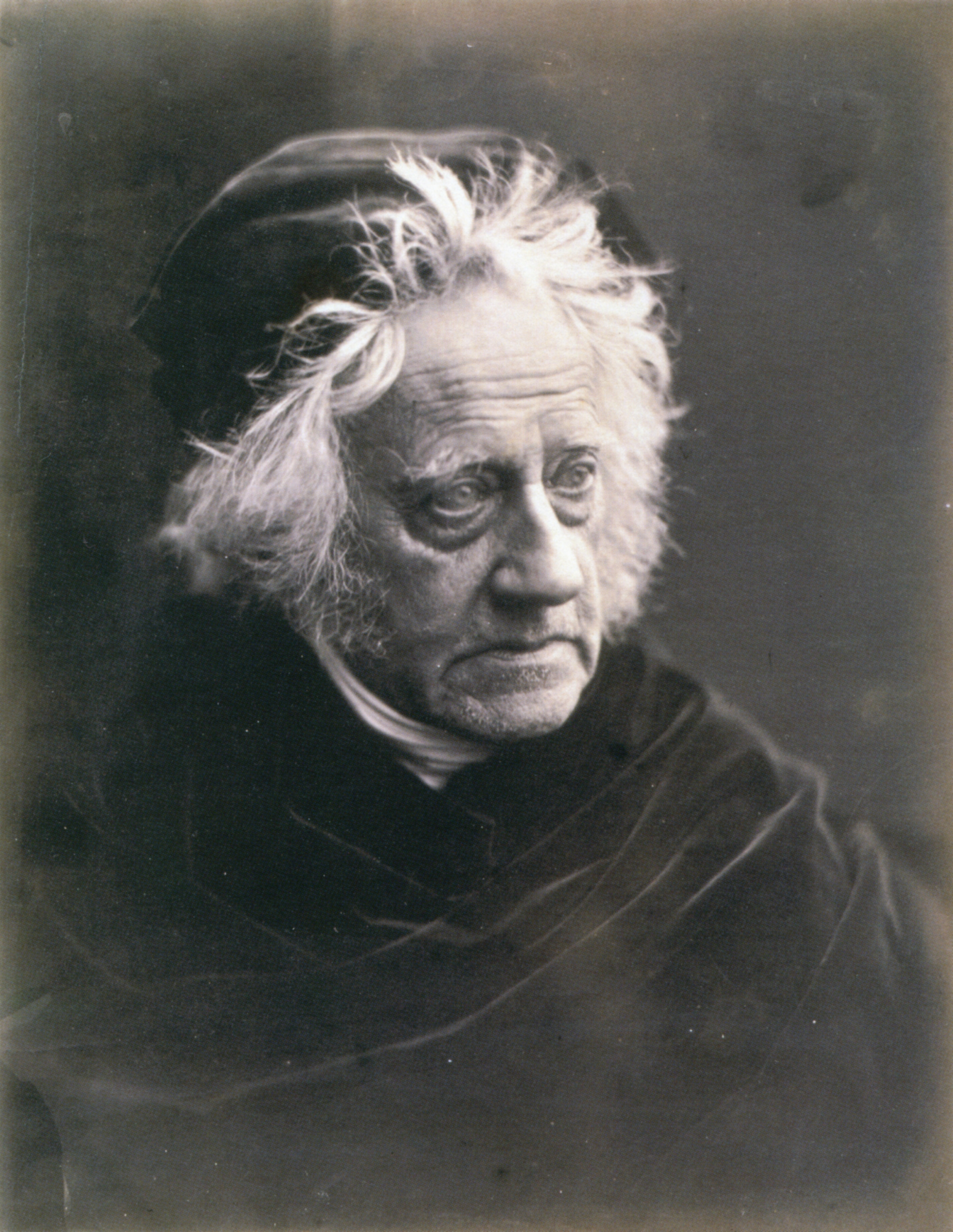
1867년의 존 허셜 경. 그는 베텔게우스가 밝기가 변하는 별임을 최초로 알아냈다.

베텔게우스의 밝기가 변화하는 사실을 최초로 기록한 사람은 존 허셜 경이다. 그는 1836년부터 1840년까지의 관측기록을 《천문학 개요》(Outlines of Astronomy)에 수록했는데, 1837년 10월과 1839년 11월, 두 번의 관측에서 베텔게우스가 리겔보다 밝아졌음을 발견했고 베텔게우스는 밝기가 뚜렷하게 변하는 변광성임을 알아냈다. 이후 10년동안 밝기 변화 없이 조용한 시기가 계속되다가, 1849년에 다시 밝기가 변화했음을 허셜이 발견, 기록을 남겼다. 허셜의 기록에 따르면 밝기 변화 주기는 짧았으며, 1852년에 가장 밝아졌다. 그 이후 베텔게우스의 밝기는 수 년 주기로 변화했고, 최대 밝기도 이례적으로 밝았다. 하지만 1957년부터 1967년 사이의 밝기 변화 정도는 미미했다. 미국변광성관측자협회(AAVSO)의 기록에 따르면 겉보기 밝기는 1933년과 1942년에 +0.2로 가장 밝았고 1927년과 1941년에 +1.2등급으로 가장 어두웠다. 이 밝기의 변화 때문에 요한 바이어는 1603년에 쓴 《우라노메트리아》(Uranometria)에서 베텔게우스를 가장 밝은 알파성으로, 보통 더 밝은 리겔을 둘째 밝은 베타성으로 기록한 것으로 보인다. 이누이트 족은 베텔게우스를 리겔보다 더 밝은 별로 인식해 왔는데, 이는 베텔게우스가 붉은색으로 빛나는데다 극지방에서 볼 때 리겔보다 더 높은 고도에 있기 때문이다. 베텔게우스의 현지 명칭 중 ‘울루리아주아크’(Ulluriajjuaq)가 있는데, 이것은 ‘큰 별’이라는 의미이다.
1920년, 앨버트 마이컬슨과 프랜시스 피스는 윌슨 산 천문대 소재 2.5미터 망원경 앞에 6미터 간섭계를 장착했다. 존 앤더슨의 도움으로 셋은 베텔게우스의 각지름을 쟀는데 0.047 초각이었다. 여기에 시차값 0.018 초각을 넣어 계산한 실제 별의 반지름은 3.84 × 108 킬로미터(= 2.58 AU)였다. 그러나 주연감광과 측정치 오차 때문에 이러한 측정값은 정확도가 떨어진다.
1950년대 ~ 1960년대에 걸쳐 마틴 슈바르츠실트와 그의 동료인 프린스턴 대학교의 리처드 햄(Richard Härm)은 적색초거성 내부의 대류 이론에 획기적 전기를 마련했다. 이 둘은 성층권망원경 프로젝트를 진행했으며 1958년 《항성의 구조와 진화》(Structure and Evolution of the Stars)를 출간했다. 성층권망원경 프로젝트는 망원경을 단 풍선을 지구의 난류 영향을 받지 않는 높은 곳까지 올린 뒤 천체 사진을 찍는 것이다. 이를 통해 고품질의 태양 쌀알조직과 흑점 사진을 찍었으며, 태양 대기에 대류 현상이 존재함을 입증했다. 또한 슈바르츠실트는 《항성의 구조와 진화》에서 항성 모형을 만드는 데 컴퓨터 기술을 어떻게 적용할 수 있는지를 설명했다.

### 사진촬영의 기술적 전기 마련
1970년대에 프랑스 천문학자 앙투안 라베이리가 개발한 반점간섭측정법(speckle interferometry)으로 천문학적 영상촬영에 중요한 전기가 마련되었다. 이는 시상으로 발생하는 떨림을 크게 줄여주는 처리 과정이다. 반점간섭측정법로 지상에 설치한 망원경들의 분해능이 크게 향상되어 베텔게우스 광구에 대한 수치가 더욱 정밀해졌다. 윌슨 산 천문대, 맥도널드 천문대, 하와이 마우나케아 천문대에 설치된 적외선 망원경의 성능향상에 힘입어, 천체물리학자들은 초거성을 둘러싼 복잡한 별주위껍질(circumstellar shell)을 자세히 관찰할 수 있게 되었고 항성의 대류 때문에 주변에 거대한 가스 거품이 형성되어 있다고 추측하게 되었다. 1980년대 말에서 1990년대 초 사이에는 구경 마스킹 간섭측정법(Aperture masking interferometry)이 개발되어 가시광선 및 적외선 화상촬영기술에 전환점이 마련되었으며, 천문학자들이 예상했던 가스 거품의 존재가 검증되었다. 구경 마스킹 간섭측정법은 존 E. 볼드윈과 캐번디시 연구소 천체물리학 부서(Cavendish Astrophysics Group)의 공동연구자들이 개발했으며, 구멍이 여러 개 뚫린 작은 덮개를 망원경 동공평면에 설치하여 망원경 구경을 즉석 간섭계로 만드는 기술이다. 이 기술로 베텔게우스의 수치 정확도는 크게 올라갔고, 베텔게우스 표면에 밝은 점들이 존재하는 것도 밝혀냈다. 이렇게 나온 사진들은 처음에는 지표면에 설치한 간섭계로, 다음은 COAST 망원경 고해상도 촬영으로 얻었는데 이는 태양을 제외하고 최초로 항성의 원반 모양을 가시광선 및 적외선으로 찍은 사례였다. 이러한 관측기구들로 찍은 ‘밝은 반점’(bright patche) 혹은 ‘고온점’(hotspot)들은 슈바르츠실트가 수십 년 전 주장했던 “항성 표면을 거대한 대류환들이 뒤덮고 있다”는 이론을 뒷받침하는 것이었다.
1995년, 허블 우주 망원경의 어두운 천체용 카메라(Faint Object Camera)가 지상에 설치한 간섭계로 얻은 것보다 훨씬 해상도가 좋은 자외선 사진을 찍었다. 이것은 다른 별의 ‘원반 형태’를 담은 최초의 망원경 사진이다(간섭계 따위가 아니라 망원경 그 자체로 직접 촬영했다는 뜻이다). 자외선 빛은 지구 대기에 흡수되기 때문에 우주 망원경으로 관측을 수행했다. 초창기 사진들과 마찬가지로 허블 망원경의 사진에도 항성 남서쪽 사분면에 다른 부위보다 2,000 켈빈 더 뜨거운 반점이 찍혀 나왔다. 이후 고다드 고해상도 분광기(GHRS)로 베텔게우스의 스펙트럼을 찍은 결과, 밝은 고온점이 베텔게우스의 자전축상 극 중 하나인 것으로 드러났다. 자전축의 경사각은 지구에서 바라보는 시선방향과 약 20도 어긋나 있었으며 천구 북극으로부터의 위치각은 약 55도이다.

### 최근 연구

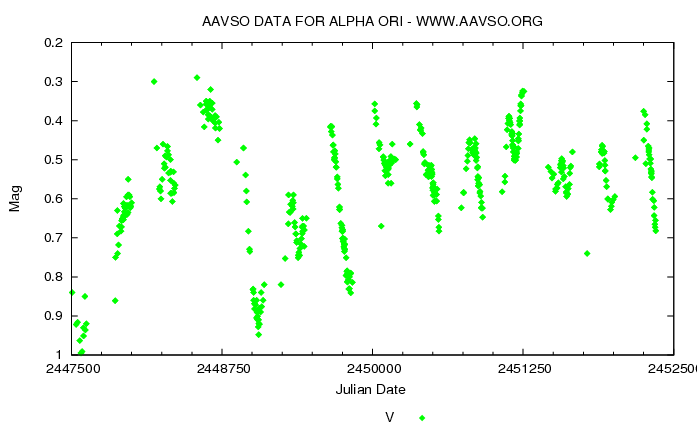
1988년 12월부터 2002년 8월까지 베텔게우스의 AAVSO V-밴드 광도곡선.

2000년 12월 바이너는 중적외선 파장에서 적외선 공간 간섭기(ISI)로 베텔게우스의 크기를 재고 그 결과를 논문에 실었는데, 그 값은 주연감광 영역을 포함하여 55.2 ± 0.5 밀리초각이었다. 이는 80년 전 마이켈슨이 잰 수치와 정확히 일치하는 값이다. 위 논문이 출판될 당시 히파르코스 위성이 잰 시차값은 7.63 ± 1.64 밀리초각으로, 여기서 나온 반지름은 3.6 AU이다. 그러나 칠레에 있는 파라날 천문대에서 간섭계를 이용, 근적외선영역에서 수많은 촬영을 한 결과 그 크기는 좀 더 작았다. 노벨 물리학상 수상자 찰스 하드 타운스는 2009년 6월 9일 이 별이 1993년 이래 15퍼센트 쭈그러들었으며, 수축하는 속도는 시간이 갈수록 증가하고 있지만 겉보기 등급에는 별다른 변화가 없다고 발표했다. 별이 수축하는 현상은 항성의 확장 대기가 활동하기 때문이라는 주장이 나왔다.
베텔게우스의 지름에 대한 논의에 더하여, 이 별 주위 확장 대기의 복잡한 동역학적 특징도 논의 주제가 되었다. 은하를 구성하는 질량은 별들이 태어나고 죽어감을 통해 재활용되는데 적색 거성들은 이 순환 체계의 주역이다. 그러나 항성이 질량을 잃는 메커니즘은 아직까지 의문사항이다. 간섭측정 방법의 발전을 통해 천문학자들은 질량손실의 수수께끼를 푸는 데 보다 가까이 다가선 것으로 보인다. 2009년 7월 유럽 남방 천문대는 VLTI로 찍은 베텔게우스의 사진을 배포했다. 여기에 별에서 나오는 기체 기둥이 찍혔는데, 기둥은 별에서 뿜어져 나온 뒤 30 천문단위를 이동하여 별주위 대기로 유입되고 있었다. 방출 구조의 길이는 태양~해왕성 거리 정도였으며 이 외에도 베텔게우스 주변 대기에서는 여러 사건이 동시에 일어나고 있다. 천문학자들이 알아낸 베텔게우스 별주변외피층(shell)은 최소 6개이다. 별이 질량을 잃어버리는 원리가 밝혀진다면, 이런 무거운 별들이 죽어가는 속도를 올리는 원인도 규명될 것이다.

## 관측

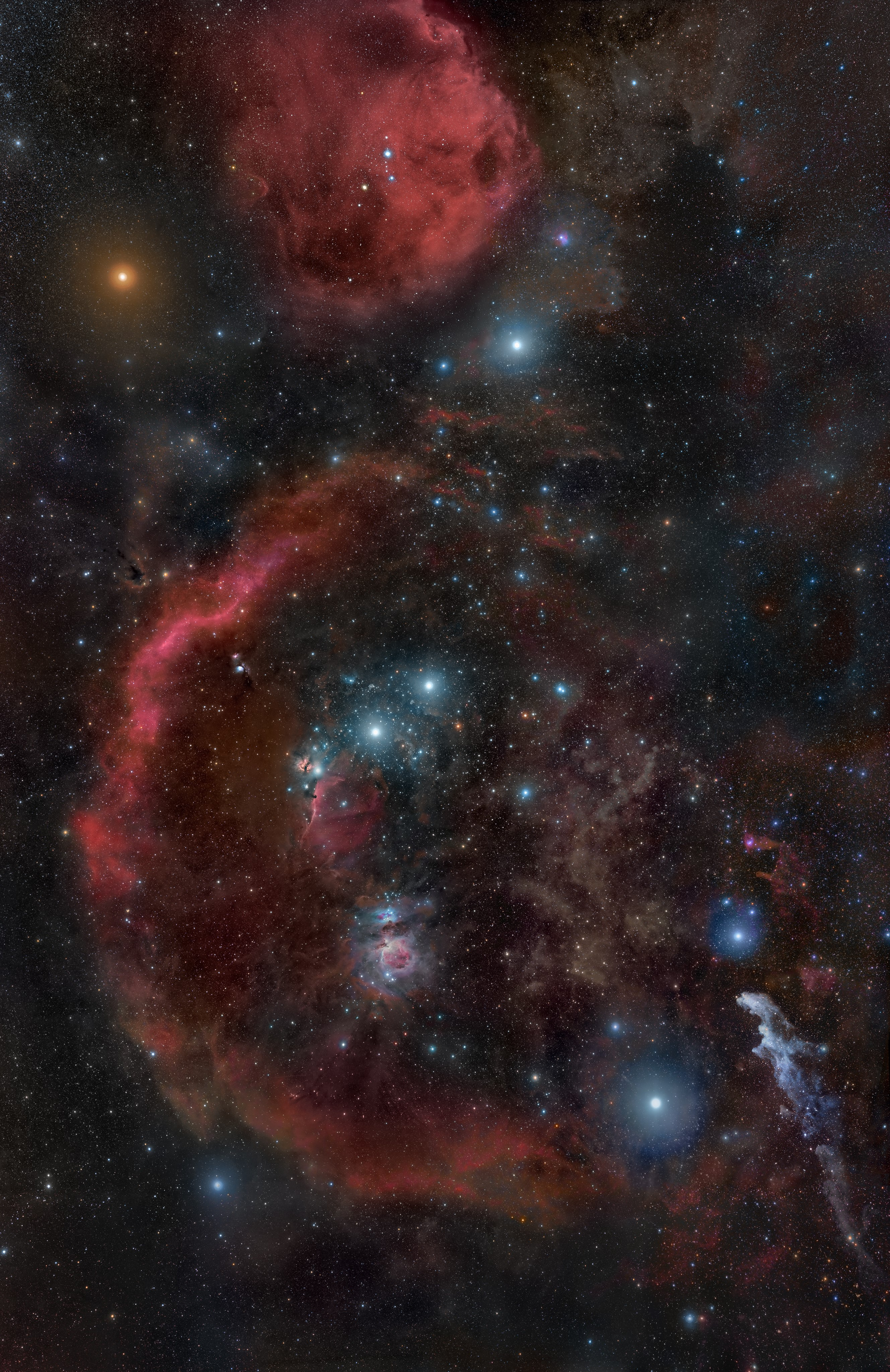
오리온자리 분자 구름 및 오리온 띠의 밀도 높은 성운과 베텔게우스가 이웃한 모습.

밤하늘에서 베텔게우스는 오리온 띠와 가까운데다 오렌지 색~붉은색으로 밝게 빛나기 때문에 맨눈으로 쉽게 볼 수 있다. 북반구에서는 매년 1월부터 해가 진 후 동쪽에서 베텔게우스가 떠오르는 것을 볼 수 있다. 남위 82도 이하 남극 대륙의 몇몇 관측기지 거주자를 제외하고, 3월 중순까지 사람이 사는 모든 지역에서 이 별을 볼 수 있다. 5월에 베텔게우스는 해가 진 후 서쪽 지평선에 잠깐 모습을 나타냈다가 지며, 몇 달 후 일몰 때 동쪽 지평선에서 떠오른다.
SIMBAD 데이터베이스에 수록된 베텔게우스의 겉보기 등급은 0.42로 천구에 있는 모든 별 중 태양을 빼고 여덟 번째로 밝다. 베텔게우스는 밝기가 0.2부터 1.2까지 변하는 변광성이기 때문에 일시적으로나마 밝기가 프로키온보다 밝아지는 경우도 생긴다. 명목 겉보기 등급이 0.12인 리겔 역시 0.03~0.3 사이에서 밝기가 변화하기 때문에 베텔게우스가 리겔보다 밝아지는 경우도 종종 생긴다. 최고로 어두워졌을 때 베텔게우스는 밝기 19위 데네브보다도 어두워져 밝기 20위 미모사와 비슷해진다.

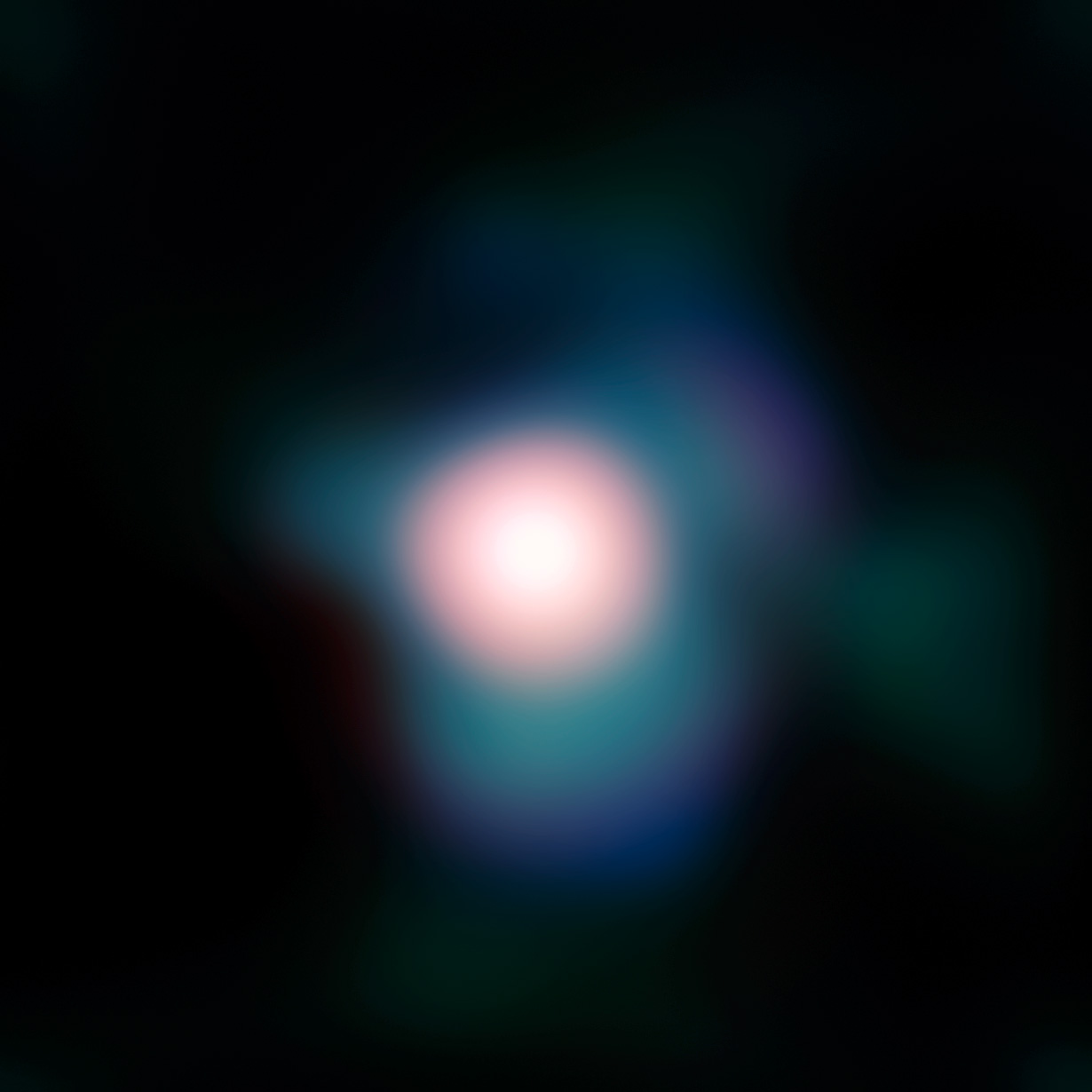
유럽 우주국이 VLI로 찍은 사진. 베텔게우스의 항성 원반 크기와 외부로 확장된 대기, 예전에는 알지 못했던 별주위 가스 기둥이 보인다.

베텔게우스의 색지수 (B–V)는 1.85로 색이 ‘많이 붉음’을 뜻한다. 별의 광구는 확장된 대기로 흡수선보다는 강한 방출선을 보여주는데 이는 별 주위에 짙은 기체층이 둘러싸여 있을 때 나타나는 현상이다. 광구의 시선속도가 요동치는 것으로부터 확장된 대기가 베텔게우스로부터 멀어졌다가 가까워지기를 반복하는 것을 알 수 있다. 베텔게우스의 J 대(帶) 등급은 -2.99인데 이는 근적외선 영역으로 볼 때 밤하늘에서 가장 밝은 천체임을 뜻한다. 그 결과 항성의 복사 에너지 중 불과 13퍼센트만이 가시광선으로 방출된다. 만약 인류의 눈이 모든 파장을 볼 수 있다면 베텔게우스는 밤하늘에서 가장 밝게 빛나는 것처럼 보일 것이다.

### 시차
1838년 프리드리히 베셀이 베텔게우스의 시차를 성공적으로 잰 이래 천문학자들은 이 별과 우리 사이의 거리를 재는 데 곤란을 겪어 왔다. 별까지의 거리를 정확히 알면 다른 매개변수들의 정확성도 올라간다. 예를 들어 별의 광도값은 각지름과 조합하여 물리적 반지름과 유효 온도를 계산하는 데 이용된다. 또, 광도와 자연존재비는 항성의 나이와 질량을 구하는 데 이용된다. 1920년 최초로 간섭계로 항성 지름을 재는 연구가 시작되었을 때 이 별의 예상 시차는 0.018초각이었다. 여기서 나온 거리는 56파섹 또는 대략 180광년이었는데, 별의 반지름이 부정확했을 뿐 아니라 다른 특성값의 정확도까지 신뢰할 수 없었다. 이후 베텔게우스까지의 거리를 측정하는 작업이 지속적으로 수행되었는데 여기서 나온 거리는 1,300광년 혹은 400파섹이었다.

1997년 히파르코스 목록 발간 전 베텔게우스의 시차에 대해 두 가지 값 사이에 대립이 있었다. 첫 번째는 1991년 예일 대학교 천문대에서 측정한 시차 π = 9.8 ± 4.7 밀리초각으로 거리는 102파섹 혹은 330광년이었다. 두 번째는 1993년 히파르코스 인풋 카탈로그에서 제시한 시차 π = 5 ± 4 밀리초각으로 여기서 나온 거리는 200파섹 혹은 650광년이다. 이는 앞의 예일대 자료의 배가량 된다. 이렇게 불확실한 상황에서 천문학자들은 거리 수치에 넓은 폭의 오차범위를 설정했는데 자연히 항성의 속성값에도 큰 폭의 차이가 발생하게 되었다.

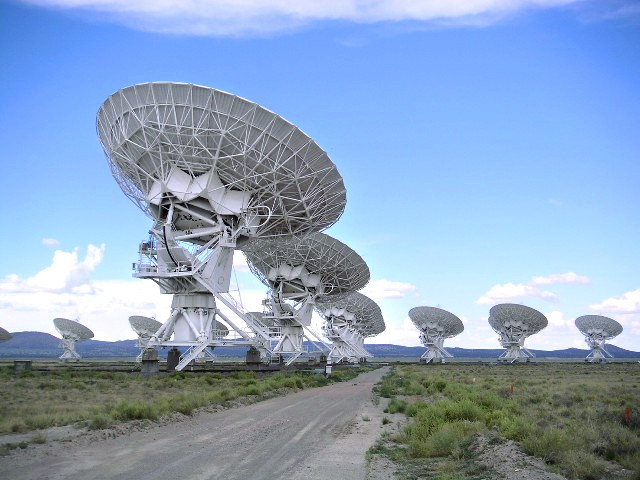
국립 전파 천문학 천문대 내 VLA은 2008년 베텔게우스까지의 거리를 재는 데 쓰였다.

1997년 측정한 히파르코스 위성의 자료로는 시차가 π = 7.63 ± 1.64 밀리초각에 거리는 131파섹 혹은 430광년으로 나왔는데 이전 자료들과 비교하면 오차범위의 폭이 크게 줄었다. 그러나 이후 베텔게우스와 유사한 다른 변광성들로부터 얻은 시차자료를 평가한 결과 이들 자료의 신빙성이 생각보다 높지 않음이 밝혀졌다. 2007년 플로어는 히파르코스 위성보다 개선된 시차인 6.55 ± 0.83밀리초각을 얻었는데, 이를 이용한 항성까지의 거리는 152 ± 20파섹 또는 520 ± 73광년으로 오차범위가 줄었다. 2008년 그레함 하퍼는 전파를 이용하여 VLA 망원경으로 시차를 구했는데 그 값은 5.07 ± 1.10밀리초각이었으며 이로써 구한 거리는 197 ± 45파섹 또는 643 ± 146광년이었다.

### 밝기 변화

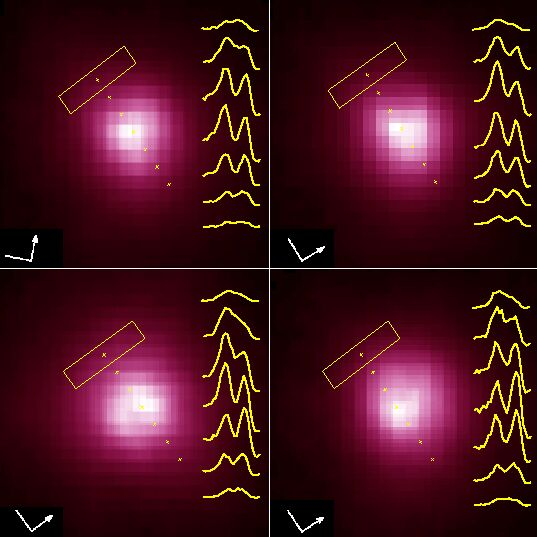
자외선으로 찍은 베텔게우스. 불규칙한 팽창, 수축, 맥동을 보여준다.

베텔게우스는 SRc형의 반규칙 변광성이다. 이들은 밝기의 변화량이 크지 않으며 일정기간은 밝기가 거의 변하지 않을 때도 있는, 맥동하는 적색 초거성이다. 베텔게우스의 절대등급은 최소 -5.27에서 최대 -6.27에 이르는데 이와 같은 밝기 변화를 설명하기 위한 여러 이론들이 제기되었다. 확립된 항성구조 이론들에 따르면 초거성의 바깥 층들이 서서히 팽창하고 수축하면 표면 영역(광구)은 줄어들었다가 늘어나고 온도도 증가했다가 떨어지는 것을 반복한다. 베텔게우스 역시 앞의 이론에 따르면 1927년 초 1.2로 최고 어두워졌다가 1933년과 1942년 0.2로 가장 밝아지는 등의 변화를 보여준다. 베텔게우스와 같은 적색 초거성이 맥동치는 이유는 항성대기가 불안정하기 때문이다. 항성은 수축하면서 자신을 지나가는 에너지를 더 많이 흡수하여 대기는 가열되고 부풀어 오른다. 거꾸로 항성이 팽창하면서 밀도는 줄어들고 에너지가 탈출한다. 이 때문에 대기는 차가워지면서 항성은 다시 수축한다. 베텔게우스의 밝기 변화 주기는 여러 개가 서로 겹쳐 있기 때문에 이 주기성을 모형화하는 것과 계산하는 것은 까다로운 작업이다. 1930년대 스테빈스와 샌퍼드의 논문에서 논의된 바와 같이 베텔게우스는 약 5.7년 주기로 규칙적으로 밝기가 변화하나, 105~300일의 단주기 변광도 존재하여 규칙성에 잡음을 넣는다.

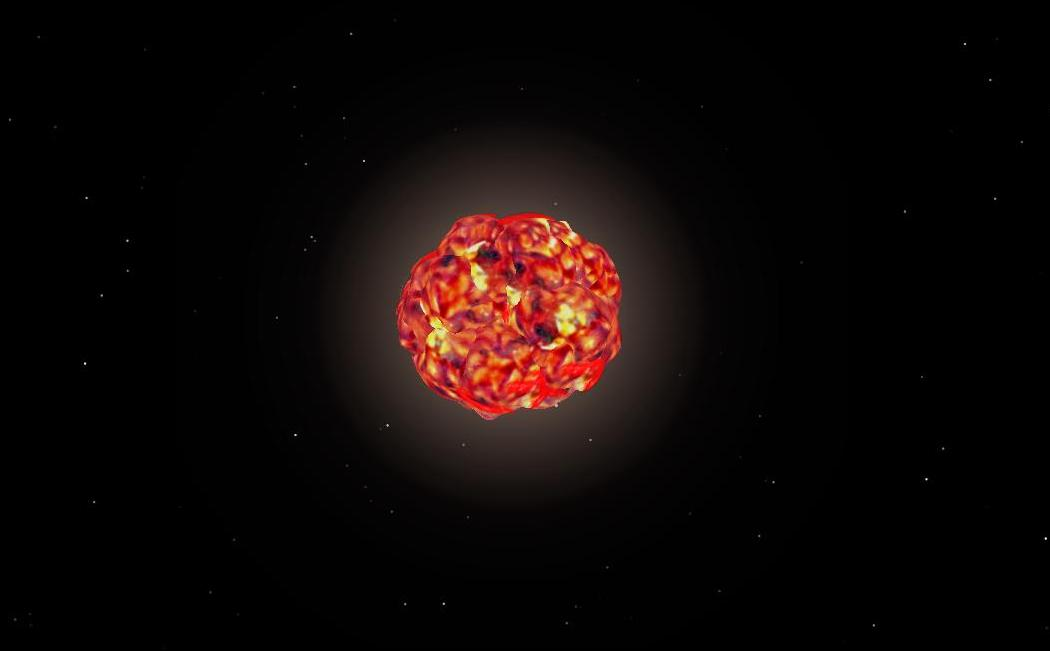
셀레스티아로 구현한 베텔게우스. 항성 표면의 거대한 대류환 구조를 표현했다.

베텔게우스는 꾸준하게 불규칙한 측광적, 편광적, 분광적인 변화를 보여주는데 이는 항성 표면과 확장 대기가 복잡하게 움직이기 때문이다. 대부분의 거성들이 상당히 긴 주기를 가지면서 규칙적으로 밝기가 변화하는 것과는 반대로 적색 초거성들은 보통 반주기거나 불규칙 변광성이고 밝기가 요동친다. 1975년 마틴 슈바르츠실트는 이 밝기 변화가 초거성 표면을 덮은 몇몇 거대한 대류환이 만드는, 변화하는 쌀알무늬 패턴 때문이라고 설명했다. 태양의 경우 쌀알무늬로 알려진 대류환들은 가장 중요한 열전달 방법이다. 따라서 이런 대류 요소들은 태양 광구의 밝기가 크게 변하지 않도록 막는 역할을 한다. 태양의 쌀알무늬 한 개 지름은 약 2,000 킬로미터(이는 인디아의 면적과 비슷하다.)이며 깊이는 평균 700킬로미터이다. 태양 표면 넓이가 6조 km2이므로 태양광구 전체에는 약 200만 개의 쌀알무늬가 있는 셈이다. 이렇게 많은 수의 쌀알무늬는 상대적으로 별의 플럭스가 큰 변화 없이 유지되도록 한다.
반대로 슈바르츠실트는 베텔게우스와 같은 별들에는 쌀알무늬 역할을 하는 대류환이 십여 개 남짓밖에 없고 그 지름은 1억 8천만 킬로미터 정도일 것이며, 혹은 그 수가 더 적을 수도 있고 이 경우 대류환 한 개의 깊이는 6천만 킬로미터 정도일 것으로 추측했다. 적색 초거성의 바깥층은 온도가 낮고 밀도는 극도로 작아서 대류가 비효율적으로 진행된다. 따라서 어느 때라도 이들 대류환 셋 중 하나가 우리 눈에 보인다면 이들이 가시광선을 방출하면서 나오는 총 광량은 불규칙하게 변할 것이다. 거대한 대류환이 적색 거성과 초거성 표면을 뒤덮고 있다는 가설은 천문학 공동체의 승인을 받은 상태이다. 1995년 허블 우주 망원경이 잡은 베텔게우스의 첫 번째 사진에는 불가사의한 열점이 보였으며 천문학자들은 이를 항성 내부 대류와 관련지었다. 2년 후 천문학자들은 항성의 광도 분포에서 복잡한 비대칭성을 관측했는데 이는 적어도 3개의 밝은 반점들이 그 정체일 것으로 예측했다. 이 비대칭 구조의 밝기는 ‘대류를 하는 표면의 열점들’과 일치했다.
2000년 하버드-스미소니언 천체물리학 센터의 알렉스 로벨은 베텔게우스의 격동하는 대기 속에서 뜨겁거나 차가운 가스가 사나운 폭풍처럼 몰아친다고 주장했다. 로벨 팀은 항성 광구의 거대한 영역들이 서로 다른 방향으로 튀어 올라와서, 차가운 먼지층으로 뜨겁고 긴 가스 불꽃을 뿜어낼 것으로 추측했다. 항성의 차가운 영역을 따뜻한 가스가 통과함으로써 충격파가 발생한다는 해석도 있다. 허블에 장착된 우주 망원경 영상 분광기(Space Telescope Imaging Spectrograph)로 1998년부터 2003년까지 5년 이상의 기간을 두고 베텔게우스의 대기를 관측한 결과, 연구팀은 대류환이 올라가고 내려가는 모습을 라바 램프 속 방울이 위아래로 오르내리는 것에 비유했다.

### 지름
1920년 12월 13일 베텔게우스는 태양계 외부 항성 중 최초로 그 광구의 각지름을 잰 천체가 되었다. 당시 간섭계 측정 기술이 초기 단계였음에도 실험은 성공으로 판명되었다. 표준 원반 모형을 사용한 천문학자들은 항성 원반의 베텔게우스의 시지름을 0.047초각으로 쟀다. 단 주연감광 때문에 항성 원반 크기는 0.055초각으로 17퍼센트 더 크게 나왔다. 이후 여러 측정 결과 시지름은 0.042부터 0.069초각까지 다양하게 나왔다.

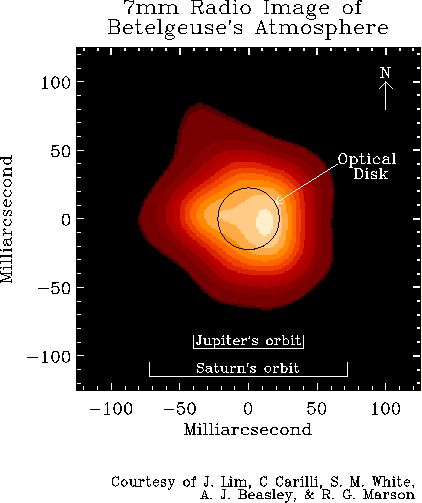
1998년 전파로 찍은 베텔게우스. 동그라미는 베텔게우스의 광구 원반 크기이다. 항성 대기에 대류 효과가 나타나고 있다.

베텔게우스의 정확한 반지름을 재기 어려운 이유는 다음과 같다.
1. 베텔게우스는 밝기가 요동치는 별로 지름도 수시로 바뀐다.
2. 주연감광 때문에 바깥쪽으로 나갈수록 색이 서서히 어두워져, 명확한 ‘외곽 경계’를 정의하기 힘들다.
3. 베텔게우스는 항성이 뱉어낸 물질이 주변에 층 구조를 이루고 둘리어 있어 이 물질이 빛을 흡수하여 정확한 광구 경계를 관측하기 어렵게 만든다.[42]
4. 베텔게우스는 전자기 스펙트럼 내 여러 파장에서 관측 가능하며 파장별로 최대 30~35%까지 지름값이 차이 난다. 파장에 따라 원반 크기가 다르게 보이기 때문에 이들 다른 값을 보이는 자료를 서로 비교하는 데에는 어려움이 있다.[42] 연구 결과 자외선 파장에서는 시지름이 아주 크게 측정되었고, 가시광선에서는 중간 정도, 근적외선 영역에서는 가장 작아졌다가 중적외선 스펙트럼에서는 다시 커졌다.[62]
5. 지상에 설치한 망원경으로 관측할 때 대기 흔들림 때문에 각도 분해능이 떨어진다.[33]

이러한 제약조건을 극복하기 위해서 천문학자들은 여러 가지 해법을 도입했다. 1848년 히폴리트 피조가 최초로 천문학적 간섭계를 고안했는데 이는 근대 관측기술사에 중대한 전기를 마련한 사건이었고 1880년대 마이켈슨 간섭계가 발명되는 계기를 제공했으며, 이로써 베텔게우스를 성공적으로 관측할 수 있었다. 인간의 깊이 감각은 눈 하나보다 둘로 물체를 인식할 때 더 향상되는데, 피조는 조리개 하나 대신 두 개로 항성을 관측할 것을 제안했다. 이는 간섭 효과로 항성의 공간 강도 분포에 대한 정보를 얻을 수 있기 때문이다. 간섭계 기술은 빠르게 발전했고 지금은 여러 개의 조리개를 설치한 간섭계를 사용하여 반점 영상을 찍는 수준에 이르렀다.(반점 영상법은 푸리에 해석을 사용하여 고해상도의 사진을 얻는 기술이다) 1990년대 베텔게우스 표면의 열점을 찾은 것도 이 간섭효과 관측법에 힘입은 것이었다. 또 다른 기술적 혁신으로 적응 제어 광학을 들 수 있는데 히파르코스 위성과 같은 우주 천문대, 허블 우주 망원경·스피처 우주 망원경, 망원경 3개의 광선을 동시에 합치는 기술을 쓰는 AMBER 등을 이용하여 과학자들은 밀리초각 단위의 공간 분해능을 확보할 수 있다.
전자기 스펙트럼 중 어느 부분(가시광선, 근적외선, 중적외선)이 가장 베텔게우스의 정확한 원반 지름을 구하기에 적합한 파장인지는 논란이 있다. 1996년 중적외선 영역에서 베텔게우스를 연구하던 캘리포니아 대학교 소재 우주 과학 연구소(SSL) 만프레드 베스터는 베텔게우스의 표준원반 각지름을 56.6 ± 1.0 밀리초각으로 구했다. 2000년 SSL 팀은 열원에서 나오는 모든 변수를 무시한 뒤(중적외선 영역에서는 무시해도 좋을 정도의 값이다) 54.7 ± 0.3 밀리초각 값을 얻었다. 여기에 주연감광으로 일어나는 이론적 허용치까지 포함하면 각지름은 55.2 ± 0.5 밀리초각이 된다. 베스터는 2008년 하퍼가 구했던 거리 197.0 ± 45파섹을 이용하여 베텔게우스의 반지름을 구했는데 그 값은 대략 5.6천문단위 또는 1,200R☉으로 대략 목성궤도 반지름 5.5AU를 살짝 넘는 값이었다. 이 결과는 2009년 천문학 잡지(Astronomy Magazine) 및 2010년 NASA의 ‘오늘의 천문학 사진’(Astronomy Picture of the Day)에 실렸다.
2004년 파리 천문대 소속 가이 페린이 이끄는 천문학 팀과 근적외선 연구를 수행하는 과학자들은 함께 광구 시지름을 보다 정확하게 잰 논문을 발표했으며, 값은 43.33 ± 0.04밀리초각이었다. 이 논문에는 왜 가시광선부터 중적외선까지 여러 다양한 파장에서 다른 시지름값이 나오는지의 설명이 수록되어 있다. 베텔게우스는 두꺼우면서 따뜻한 대기에 둘러싸여 있다. 짧은 파장(가시광선)에서 외곽대기는 빛을 산란시켜 실제 별 지름보다 원반이 좀 더 커 보이게 한다. 근적외선 파장(K, L 띠)에서 이 산란 효과는 무시할 수 있을 정도이며 고전적인 의미의 광구 크기가 그대로 보인다. 중적외선에서는 산란도가 다시 한번 증가하고 따뜻한 대기의 열적 방출 때문에 시지름이 증가한다.

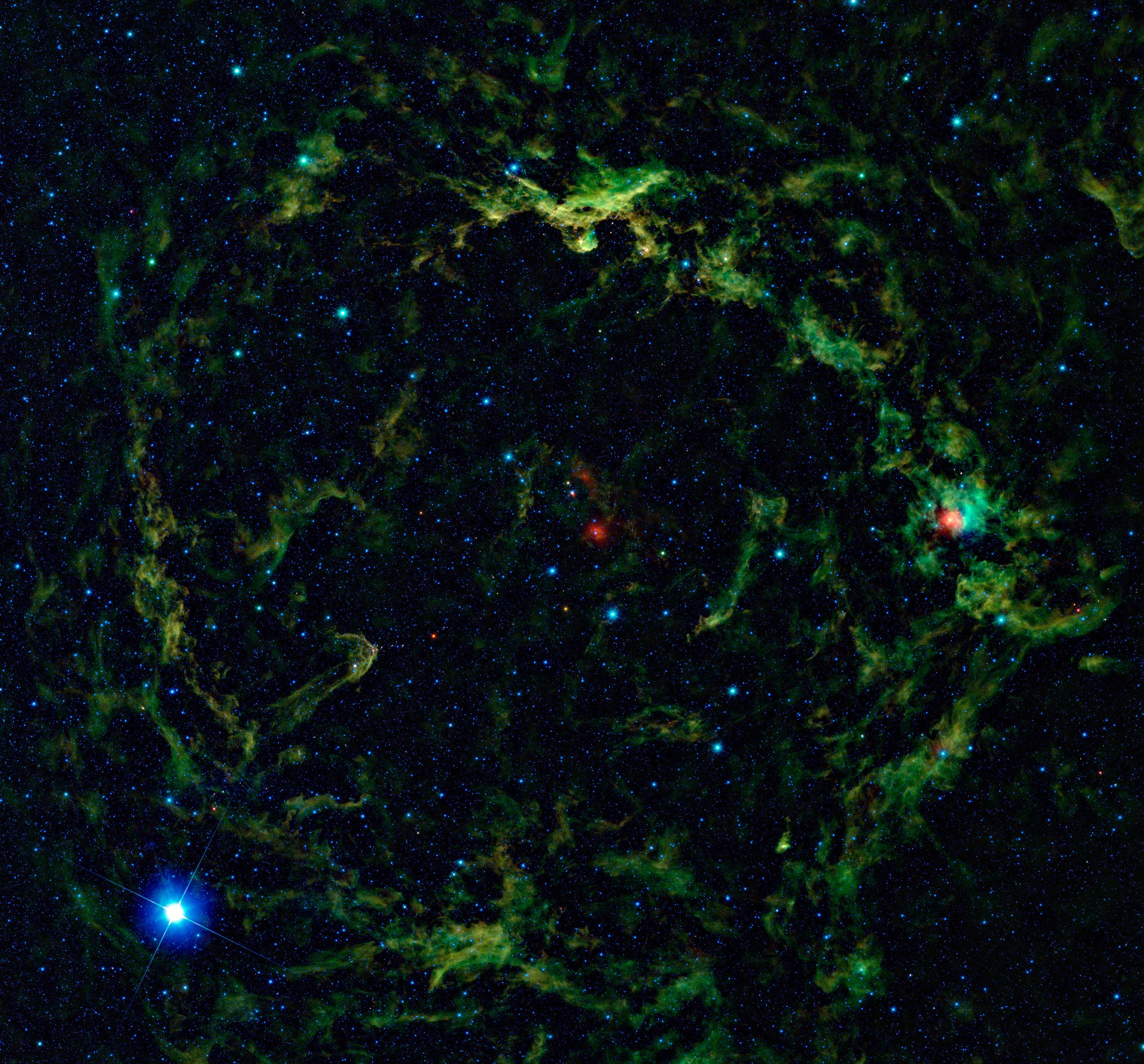
베텔게우스의 적외선 사진. 메이사와 벨라트릭스 및 주변에 둘린 성운이 보인다.

적외선 광학 망원경 배열(Infrared Optical Telescope Array)과 VLTI를 이용한 관측 결과가 2009년 출판되었다. 이 논문은 페린의 분석을 강력하게 지지하고 있으며, 이전의 자료보다 상대적으로 작은 오차범위 내에서 항성지름을 42.57 ~ 44.28 밀리초각으로 계산했다.
2011년 막스 플랑크 전파천문학 재단 소속 오나카 게이이치 연구진은 페린의 측정수치들에 힘을 실어 주는 세 번째 측정값을 구했는데 여기서 주연감광 효과가 적용된 원반의 시지름은 42.49 ± 0.06 밀리초각이었다. 따라서 레이븐의 152 ± 20파섹 거리(히파르코스 위성 자료 중 작은 값)에 페린의 43.33 밀리초각을 조합하면 근적외선에서 잰 광구 크기는 대략 3.4 천문단위 또는 730 R☉이 나온다.
2009년 찰스 타운스가 이끈 버클리 연구진이 출판한 다른 논문에 따르면 베텔게우스의 반경은 1993년부터 2009년 사이 15퍼센트 줄어들었으며 2008년 시지름은 47 밀리초각으로 페린의 수치와 크게 다르지 않다고 한다. 초창기의 대부분 논문과는 달리 앞 논문에서는 특정 파장대에서 15년을 1주기로 제한했다. 초창기 연구는 자료간 비교 및 여러 파장에서의 연구로 보통 1~2년 세월이 소요됐고 결과값도 크게 달라졌다. 베텔게우스의 겉보기 크기는 1993년 56.0 ± 0.1 밀리초각에서 2008년 47.0 ± 0.1 밀리초각으로 15년동안 거의 0.9 천문단위 줄어들었다. 이 관측결과가 별의 주기적 팽창 및 수축의 증거인지 아닌지는 완전히 밝혀지지 않았다. 다만 그 증거가 맞다면 타운스의 주장처럼 광도변화 사이클이 존재하더라도 주기는 수십 년일 것이다. 또다른 해석으로는 대류로 광구가 돌출되었거나, 혹은 별 모양 자체가 둥글지 않고 타원형이어서 항성이 자전축을 중심으로 돌면서 팽창 수축하는 것처럼 보인다는 것이다.
중적외선 영역에서의 측정값 간의 차이로 말미암은 논쟁(항성이 줄어들었다가 늘어났다를 반복한다는 가설)과 근적외선 영역에서의 측정값 때문인 논쟁(상대적으로 원반 크기에 변화가 없음)은 연구를 통한 해명이 필요한 부분이다. 2012년 출판된 논문에서 버클리 연구진은 “우리들의 측정수치들은 항성 광구 위에 있는, 차갑고 광학적으로 두꺼운 물질들 때문에 정확하게 나오지 못했다.”라고 기록했다. 이는 항성이 겉보기에 수축 팽창을 하는 것이 항성 자체의 부피 변화가 아니라 항성 주변 외곽대기의 활동의 결과일 수 있음을 시사하는 것이다. 버클리의 주장에 따르면 베텔게우스의 시지름은 페린의 값에 근접한 43.33 초각으로, 하퍼가 구한 643 ± 146광년 대신 히파르코스의 시차자료로 나온 거리값인 498 ± 73광년을 대입하면 별의 실제 크기는 3.4천문단위(730R☉)가 나온다. 2013년 10월 발사할 계획인 가이아 탐사선이 베텔게우스의 크기를 재는 데 쓴 앞의 수치들의 정확성을 검증해 줄 것이다.
베텔게우스는 한때는 태양을 빼고 밤하늘 천체 중 가장 시지름이 컸으나 1997년 천문학자들이 황새치자리 R의 시지름이 57.0 ± 0.5밀리초각임을 밝혀내면서 1위 자리를 내주었다. 현재 베텔게우스의 시지름 크기는 태양을 빼고 2위이다. 다만 황새치자리 R은 베텔게우스와 지구 거리의 3분의 1밖에 떨어져 있지 않으며 지름도 베텔게우스의 3분의 1밖에 되지 않는다.

## 특징
베텔게우스는 매우 거대하고 밝으나 표면온도는 상대적으로 차가운 항성으로 적색 초거성으로 분류된다. 분광형은 M2Iab이다. M은 이 항성의 표면이 분광형 중 M 등급에 속하여 붉게 빛나고 있으며 상대적으로 광구 온도가 낮음을 의미하고, 뒤에 붙은 Iab는 여키스 분광법에 따를 때 중간단계 광도의 초거성이라는 뜻이다. 별 표면 온도, 시지름, 거리 등 측정수치가 정확하지 않기 때문에 베텔게우스의 정확한 광도를 계산하기란 어렵다. 2012년 논문에 수록된 베텔게우스의 평균 광도는 태양의 120,000 ± 30,000 배이며 평균 표면 온도는 3,300켈빈, 반지름은 태양의 955배이다. 그러나 태양의 복사에너지는 대부분 근적외선에 몰려 있기 때문에 인간의 눈은 태양의 원래 밝기를 인식할 수 없다. 1943년 이래 베텔게우스의 스펙트럼은 다른 항성들의 분광형을 파악하는 안정적인 기준점 역할을 해 왔다.
지금까지 그 존재가 검증된 베텔게우스의 동반 천체는 없어서 정확한 질량을 측정한 적은 없다. 다만 이론적 모형을 통해 질량 추정치를 구하는 것은 가능하며, 2000년대 들어 계산한 베텔게우스의 질량은 태양의 5배에서 30배 사이이다. 스미스 연구진은 베텔게우스가 처음 태어났을 때의 질량을 태양의 15~20배로 추산했는데, 이들은 광구 크기를 5.6천문단위 또는 1,200태양반경으로 가정했다. 그러나 2011년 힐딩 닐슨 연구진이 초거성의 질량을 구하는 새로운 방법을 제시했다. 이들은 좁은 H-띠 간섭계로 도출한 강도 프로파일 및 광구 측정수치(4.3천문단위, 955태양반경)에 의거하여 베텔게우스의 질량을 최솟값은 태양질량 7.7배, 최댓값이 16.6배, 평균값 11.6배라고 주장했다. 이 논쟁에 해답이 제시될 가능성은 아직도 남아 있다. 동반 천체를 하나라도 발견한다면 베텔게우스의 질량을 직접 구할 수 있기 때문이다.
밝기가 크게 변하는데다 열점이 있기 때문에 베텔게우스의 광구 온도는 확실하지 않다. 2001년 이래 연구 논문들은 3,140켈빈부터 뜨겁게는 3,641 켈빈, 평균 약 3,300켈빈이라고 수록하고 있다. 베텔게우스는 천천히 자전하는 별이며 최근에 측정한 자전 속도는 초당 5킬로미터이다. 광구 반지름으로부터 계산해 보면 베텔게우스가 한 바퀴 도는 데에는 25~32년이 걸린다. 이는 초당 20킬로미터로 4배 빠르게 도는 안타레스에 비해도 느린 수치이다.
2002년 컴퓨터 시뮬레이션을 이용하는 천문학자들은 베텔게우스가 외부 확장 대기 내에 자기장 활동을 보이고 있을지 모른다는 가설을 세웠다. 자기장의 세기가 강하지 않더라도 항성 주위 먼지, 항성풍 및 질량 손실량에는 의미있는 수준의 영향을 줄 수 있다. 피크 뒤 미디 드 비고르 소재 버나드 리오 망원경에 설치한 분광편광계로 2010년 입수한 정보에 따르면 베텔게우스 표면에 약한 자기장이 존재함이 드러났으며 이는 초거성 내부의 대류 운동이 작은 규모의 다이너모 효과를 일으킬 수 있음을 뜻한다.

### 움직임

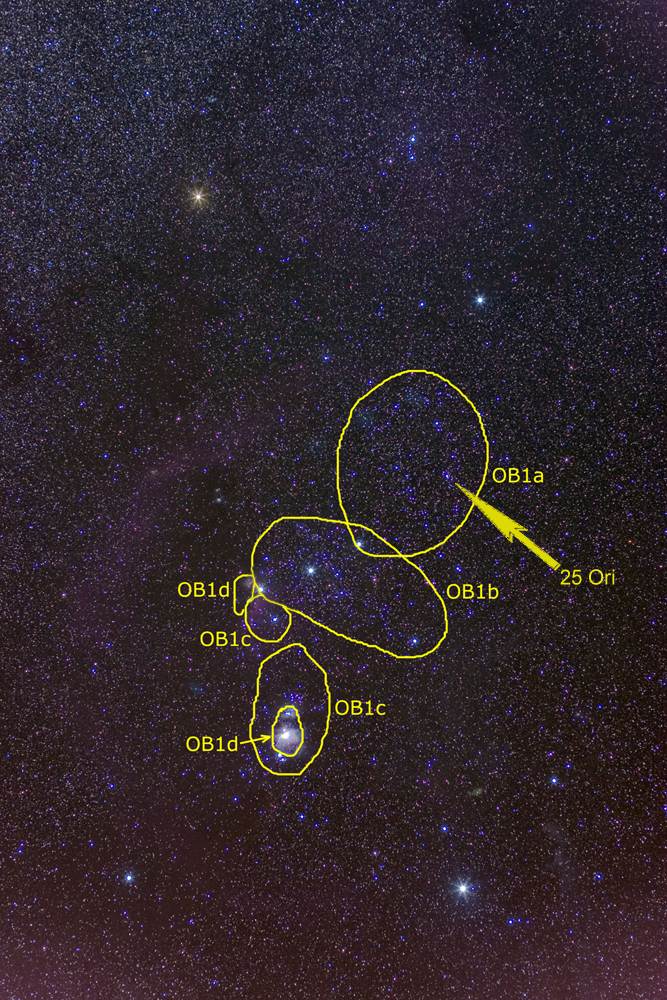
베텔게우스가 태어난 고향으로 추측되는 오리온자리 OB1 성협.

베텔게우스의 움직임은 복잡하다. 분광형 M형 초거성의 원래 질량은 태양의 20배 정도이며 이 질량을 지닌 별의 수명은 1천만 년 정도이다. 주어진 베텔게우스의 움직임을 역으로 추적했을 때 이 별이 태어난 곳은 은하면에서 290파섹 더 떨어진 곳 근처인데 여기는 분자 구름 또는 항성 탄생의 재료가 없어 별이 태어나기에 적합해 보이지 않는 장소이다. 게다가 베텔게우스의 진로는 오리온자리 25 부성협(subassociation)과 교차하지 않으며, 훨씬 어린 오리온 성운 성단과도 교차하지 않는다(이는 VLBA로 오리온자리 25 부성협까지의 거리를 잰 결과 389~414파섹이 나왔음을 감안한 결과이다). 따라서 베텔게우스는 처음에는 지금의 운동 양상과는 다르게 움직이고 있었을 것이며 근처에서 일어났던 항성 폭발의 영향으로 지금의 진로로 바뀐 것으로 보인다.
가장 그럴듯한 베텔게우스의 탄생 시나리오는 이 별이 오리온자리 OB1 성협에서 태어난 도주성이라는 가설이다. 무거운 별들이 다중성계를 이루고 있는 오리온자리 OB1 성협 내 분자 구름에서 베텔게우스가 약 1천만 ~ 1천2백만 년 전 탄생했으나 질량이 컸기 때문에 빠르게 진화 과정을 밟게 되었다.
질량이 태양의 10배 이상인 오리온자리 내 다른 젊은 별들과 마찬가지로 베텔게우스는 내부 연료를 빠르게 태울 것이며 오래 못 살 것이다. 헤르츠스프룽-러셀 도표에서 베텔게우스는 주계열성 무리로부터 이탈하였으며 부풀어 올라 표면 온도가 내려가 적색 초거성 상태가 되었다. 나이는 그리 많은 것은 아닐지라도 베텔게우스는 중심핵에 있는 수소를 아마도 모두 태웠을 것이며, 자신과 함께 태어난 OB 성협 내 사촌 별들과는 달리 중력 때문에 압축되어 더 뜨겁고 밀도 높은 상태가 되었다. 그 결과 베텔게우스는 헬륨을 태워 탄소와 산소로 만드는 과정을 시작했고 수소와 헬륨으로 이루어진 외곽층을 팽창시켜 충분한 양의 복사 에너지를 방출하고 있다. 질량과 밝기로 볼 때 베텔게우스는 네온, 마그네슘, 소듐, 실리콘 등을 생성한 뒤 마지막에는 철을 만들 것이며, 이 시점에서 붕괴한 뒤 II형 초신성으로 폭발, 생명을 다할 것이다.

### 밀도

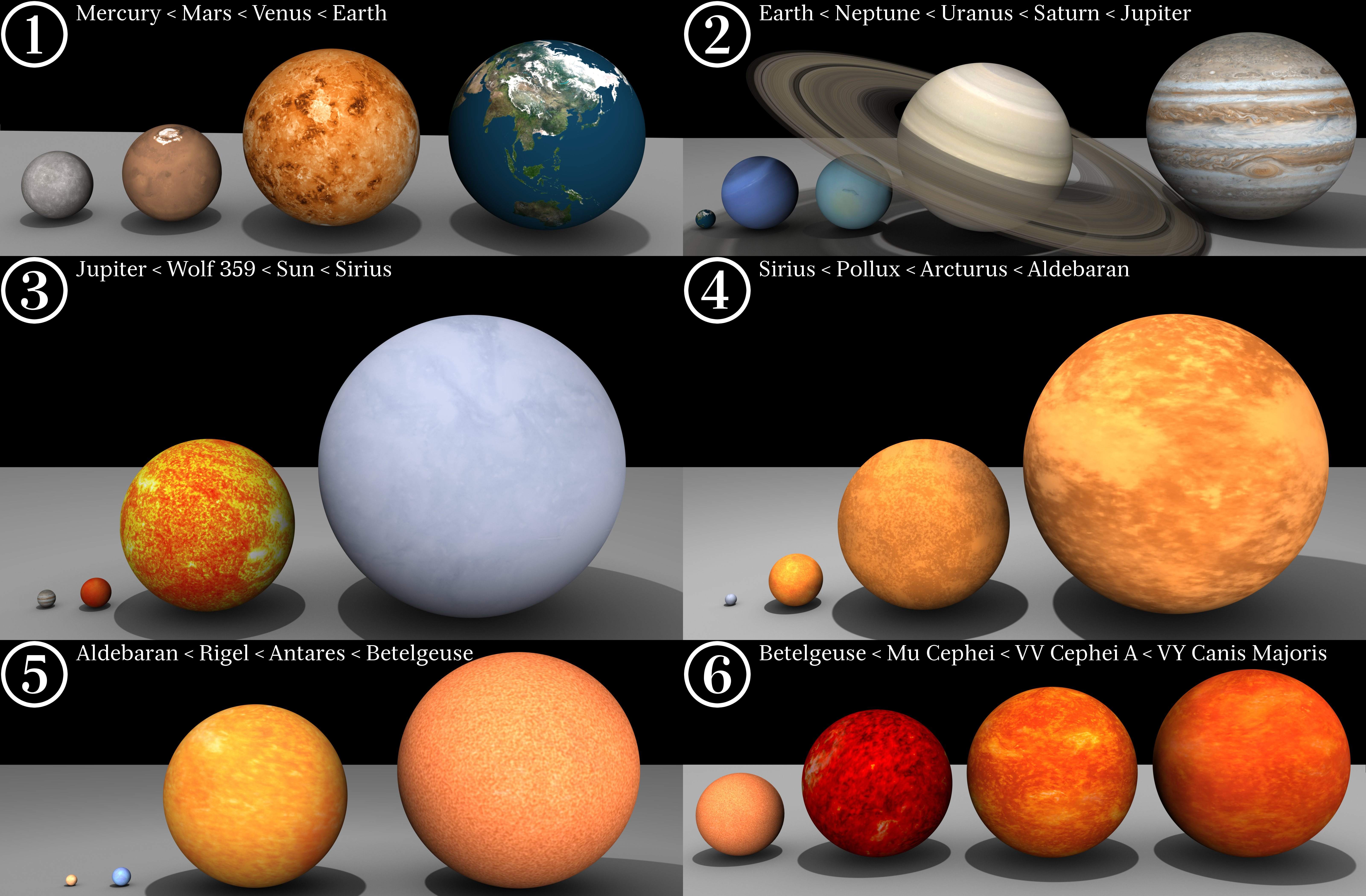
천체들의 크기를 보여주는 그림.
1. 수성 < 화성 < 금성 < 지구
2. 지구 < 해왕성 < 천왕성 < 토성 < 목성
3. 목성 < 울프 359 < 태양 < 시리우스
4. 시리우스 < 폴룩스 < 아크투르스 < 알데바란
5. 알데바란 < 리겔 < 안타레스 < 베텔게우스
6. 베텔게우스 < 세페우스자리 뮤 < 세페우스자리 VV A < 큰개자리 VY

뜨거운 M형 초거성인 베텔게우스는 우리가 관측한 수많은 항성들 중 그 크기가 매우 크며, 매우 밝은 별들 중 하나이기도 하다. 지름은 5.5천문단위로 이는 태양 1,180개를 일렬로 늘어놓은 길이와 맞먹으며, 지구 2,150조 개, 태양 160만 개를 쏟아넣어야 베텔게우스를 가득 채울 수 있다. 다른 비유를 들자면 베텔게우스의 크기를 웸블리 경기장과 비슷한 규모의 축구경기장이라 한다면 지구는 1밀리미터 크기의 작은 진주알 크기이며 태양은 망고 크기 정도 된다.
1993년부터 지금까지 베텔게우스의 반지름은 5.5에서 4.6 천문단위까지 15% 줄어들었다. 위 공식 과정은 베텔게우스의 광구가 완벽한 구체라고 가정하고 있다. 15% 반지름이 줄었을 경우 부피는 41퍼센트 감소한다.

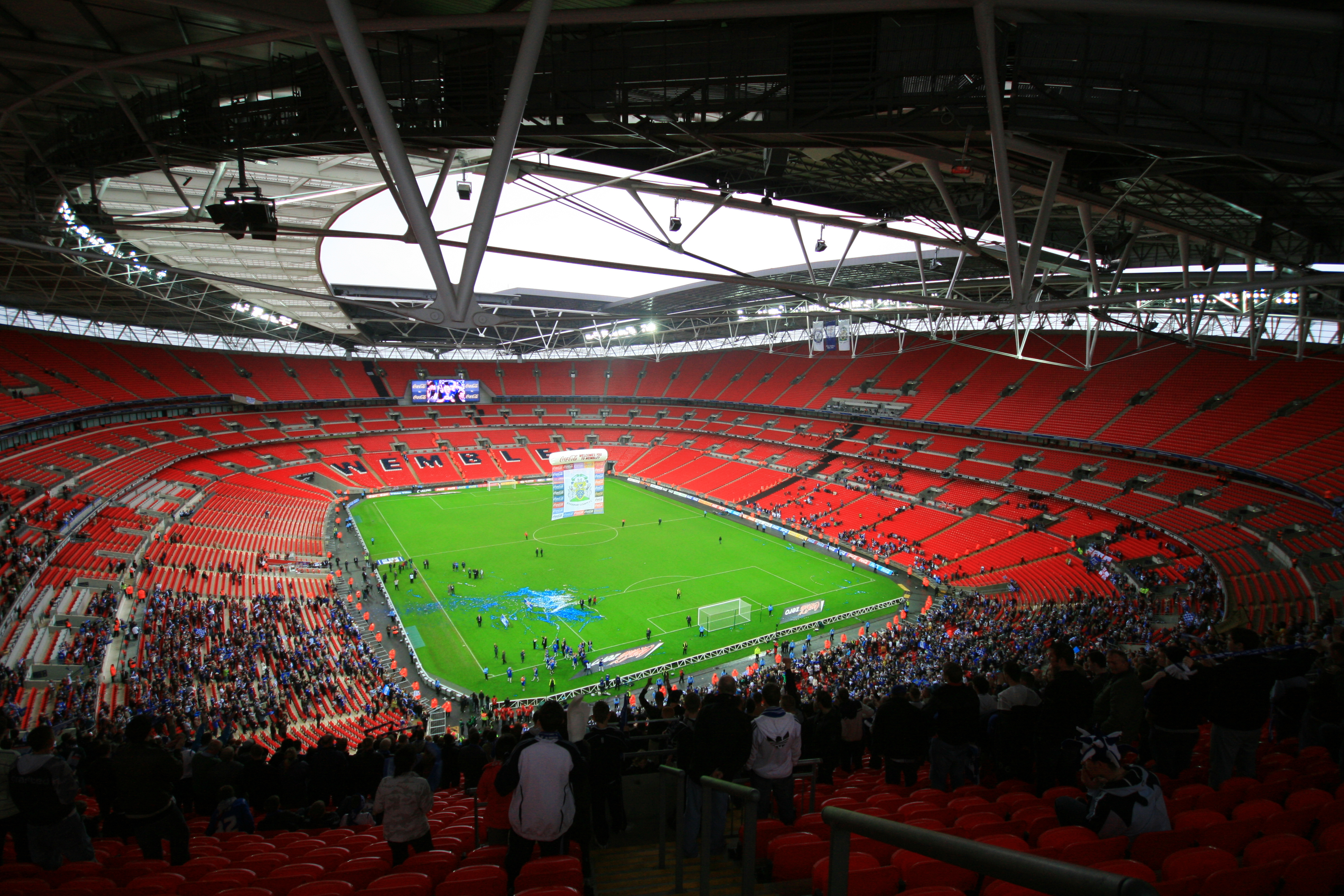
베텔게우스를 웸블리 경기장만하다고 가정하면 센터서클(반지름 9.15미터)이 태양 주위 지구 공전궤도와 비슷한 거리이다. 그러나 경기장 내 공기의 밀도는 베텔게우스보다 훨씬 짙다.

광구의 크기 자체도 크지만, 베텔게우스는 복잡한 층 구조에 둘러싸여 있는데 빛이 이 구조를 탈출하는 데에만 3년이 걸린다. 광구의 외곽에 이르면 가스의 밀도는 극도로 낮다. 그럼에도 항성의 질량은 태양의 20배는 되는 것으로 추측되는데, 베텔게우스는 지금까지 태어났을 때의 질량 중 태양 1~2개분을 외부로 방출, 잃어버린 것으로 보인다. 베텔게우스의 평균 밀도는 태양의 11억 1,900만 분의 1에 지나지 않는다. 이런 별의 내용물은 빈약해서 베텔게우스는 종종 ‘붉고 뜨거운 진공’으로 불려 왔다.

### 별주위의 동역학
항성진화 마지막 단계에서 베텔게우스처럼 무거운 별들은 1만 년에 태양 한 개 질량 꼴로 자신이 지녔던 질량을 주변에 토해내서 복잡하면서 끊임없이 움직이는 별주위 가스층 구조를 형성한다. 2009년 논문에서 항성의 질량 손실을 “우주가 태초로부터 지금까지 어떻게 진화해 왔는지와, 행성이 태어나는 과정, 생명이 생겨나는 과정들을 알 수 있는 열쇠”라고 표현했다. 그러나 물리학적 메커니즘은 제대로 알려지지 않았다. 슈바르츠실트는 처음에 거대한 대류환의 존재를 주장하면서 대류환이 베텔게우스와 같은 늙은 초거성들이 질량을 잃게 되는 유력한 원인이라고 주장했다. 최근의 연구결과는 이 가설을 뒷받침하나 아직도 초거성의 대류 구조, 질량 손실 메커니즘, 항성 외곽 대기에 먼지가 생겨나는 과정, II형 초거성 폭발이 일어나는 조건 등에서 아직도 불확실한 부분들이 많다. 2001년 그라함 하퍼는 베텔게우스가 1만 년 동안 태양질량 3% 정도의 물질을 항성풍으로 방출한다고 측정했으나 2009년부터의 연구 결과 베텔게우스가 질량을 빠르게 잃어버리고 있다는 증거가 나왔으며 이는 지금까지 우리가 이 별에 대해 알고 있다고 생각했던 모든 지식을 다시 불확실하게 만들었다. 최근 관측에 따르면 베텔게우스와 같은 별은 생애 일부를 적색 초거성으로 살아가다가 HR 도표를 가로질러 황색 초거성 단계에 잠시 머무른 뒤, 청색 초거성 또는 울프-레이에 별이 되어 폭발하여 일생을 마친다는 주장이 제기되었다.

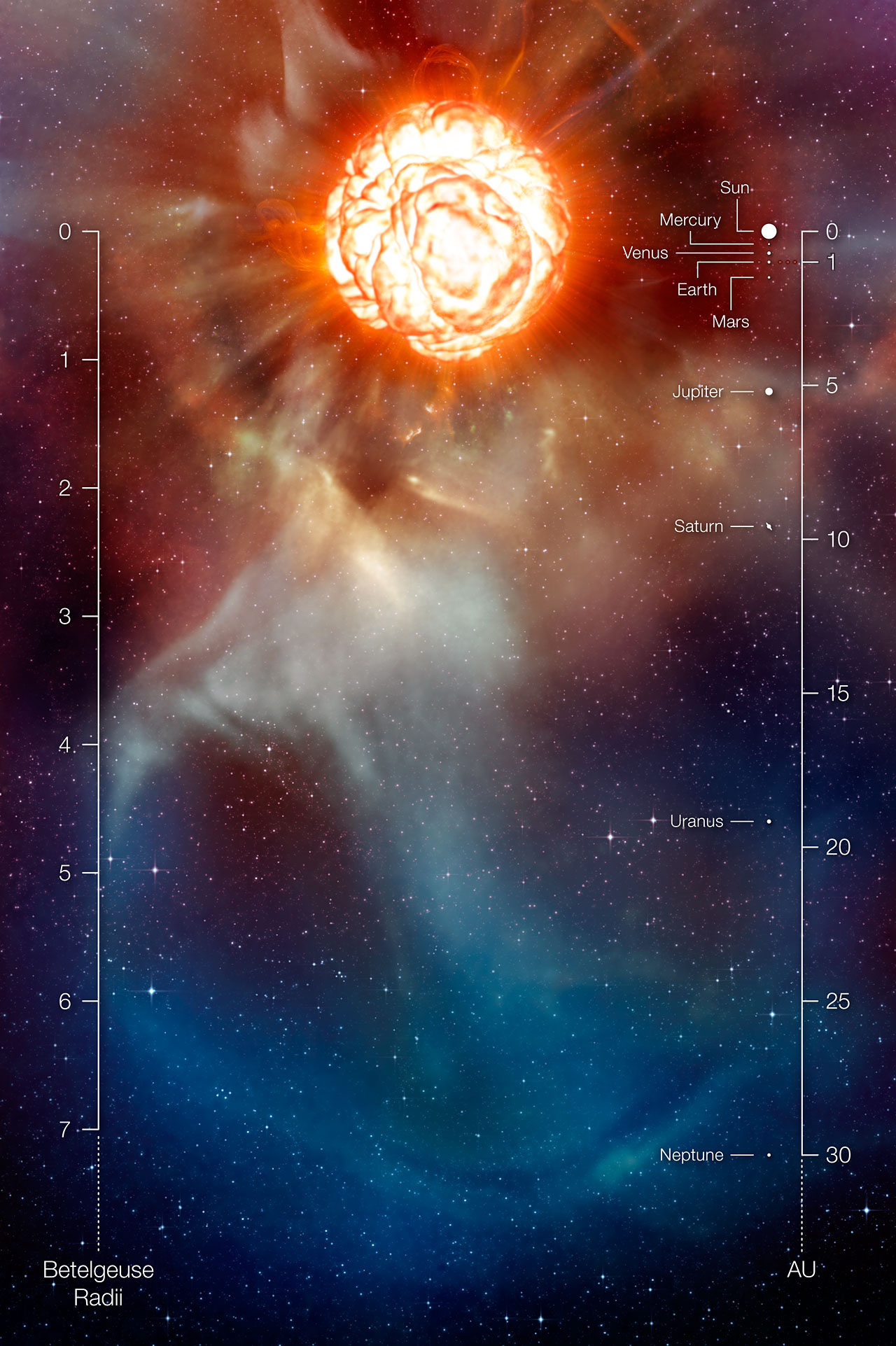
ESO의 천체 예술가가 재구성한 베텔게우스 및 주변 모습. 중심별 표면에는 거대한 거품들이 끓어오르듯 하는 구조가 형성되어 있으며 빛나는 가스기둥이 항성반지름 6배 영역까지 퍼져 있다(태양~해왕성 궤도 크기와 비슷함).

커벨라와 그의 팀이 해낸 작업의 결과처럼 천문학자들은 이 수수께끼의 해답에 가까이 다가갔는지도 모른다. 이들은 거대한 가스기둥 하나가 적어도 항성반지름 6배 거리까지 퍼져 있음을 확인했고 이는 베텔게우스가 모든 방향으로 물질을 고르게 뿌리고 있지 않음을 뜻한다. 기둥의 존재는 종종 적외선에서 관측했던 이 별의 둥근 모양이 항성 주위 환경에서는 유지되고 있지 않음을 암시한다. 항성 원반의 비대칭성은 다른 여러 파장을 통해 확인된 바 있다. 그러나 VLT에 장착된 NACO 적응광학장치의 향상된 능력 덕분에 이러한 비대칭성들이 주목받게 되었다. 커벨라는 거대한 크기의 대류환 혹은 (자전이 원인일지도 모르는) 양극에서 일어나는 질량 손실이 이렇게 비대칭형으로 별이 질량을 잃어버리는 원인이라고 주장했다. 오나카는 유럽 우주국의 AMBER로 더 자세하게 관측한 결과 초거성의 확장 대기 내 가스가 위아래로 활발하게 움직여 초거성 자신과 비슷한 덩치의 거품 덩어리를 만들고 있음을 알아냈고, 커벨라가 관측했던 거대한 가스 기둥 현상 뒤에 이런 대변동이 감춰져 있었다고 결론 내렸다.

#### 비대칭형 껍질
광구 외에도 베텔게우스 대기의 다른 여섯 부분이 확인되었다. 구체적으로 분자 환경, 가스층, 채층, 먼지 환경, S1, S2(S1, S2는 일산화탄소로 이루어짐)가 있다. 이들 대기층 중 일부는 다른 구조들과는 달리 항성 주위에 균일하게 분포하지 않고 ‘비대칭적’인 모습으로 별을 둘러싸고 있다.

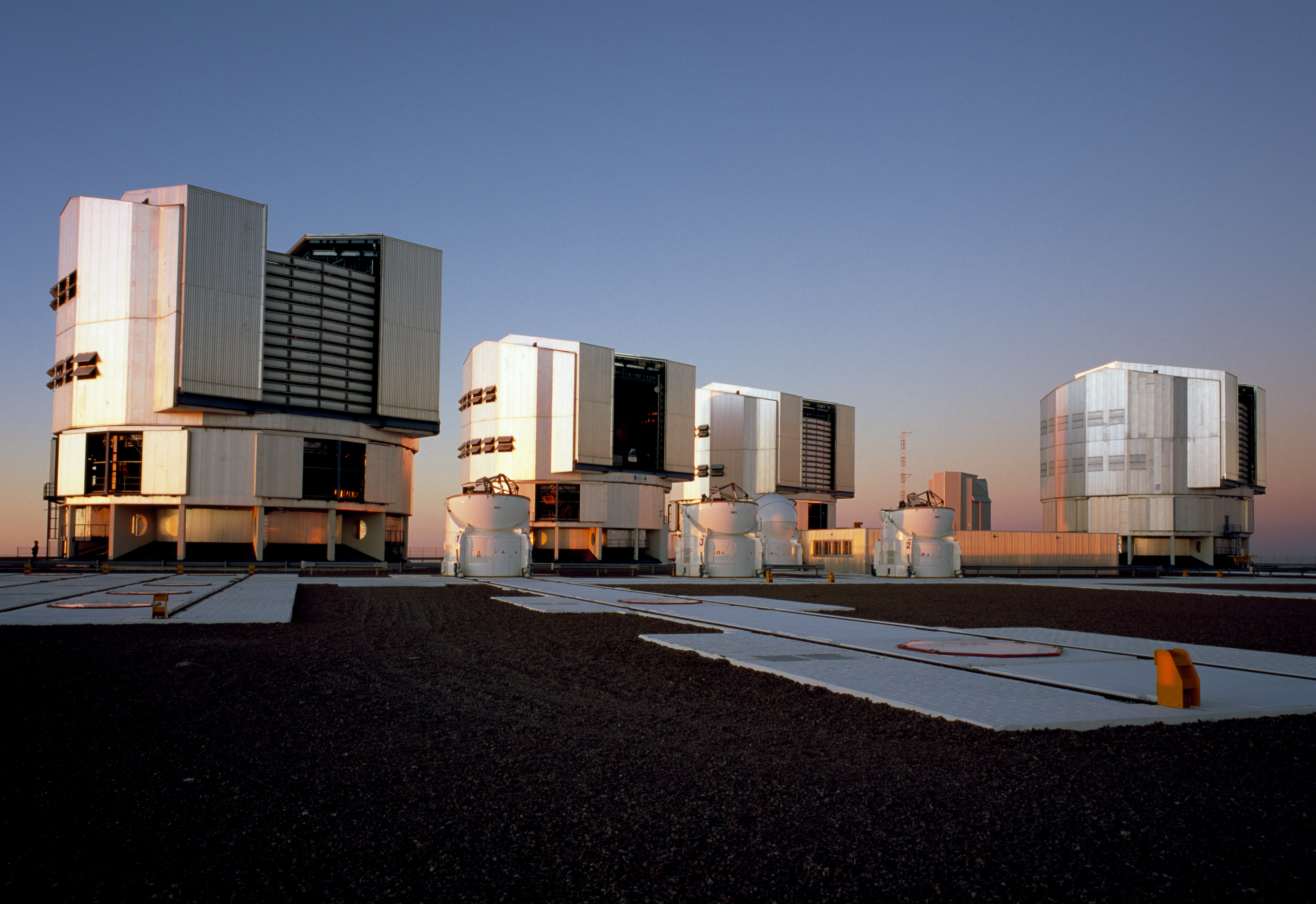
칠레 파라날 소재 VLT 망원경을 바깥에서 본 모습.

광구 위로 2~3 천문단위 주위에는 ‘분자 환경’으로 불리는 분자 층(層)이 있다. 연구결과에 따르면 이 층의 온도는 약 1500 ± 500켈빈이며 수증기, 일산화탄소로 이루어져 있다. 수증기는 1960년대 두 차례에 걸친 성층권 망원경 계획 때 감지된 바 있으나 수십 년 동안 무시되었다. 이외에도 분자 층에는 일산화탄소와 산화알루미늄이 발견되는데 이들은 먼지입자들이 생겨나는 것과 관련 있을 것이다.

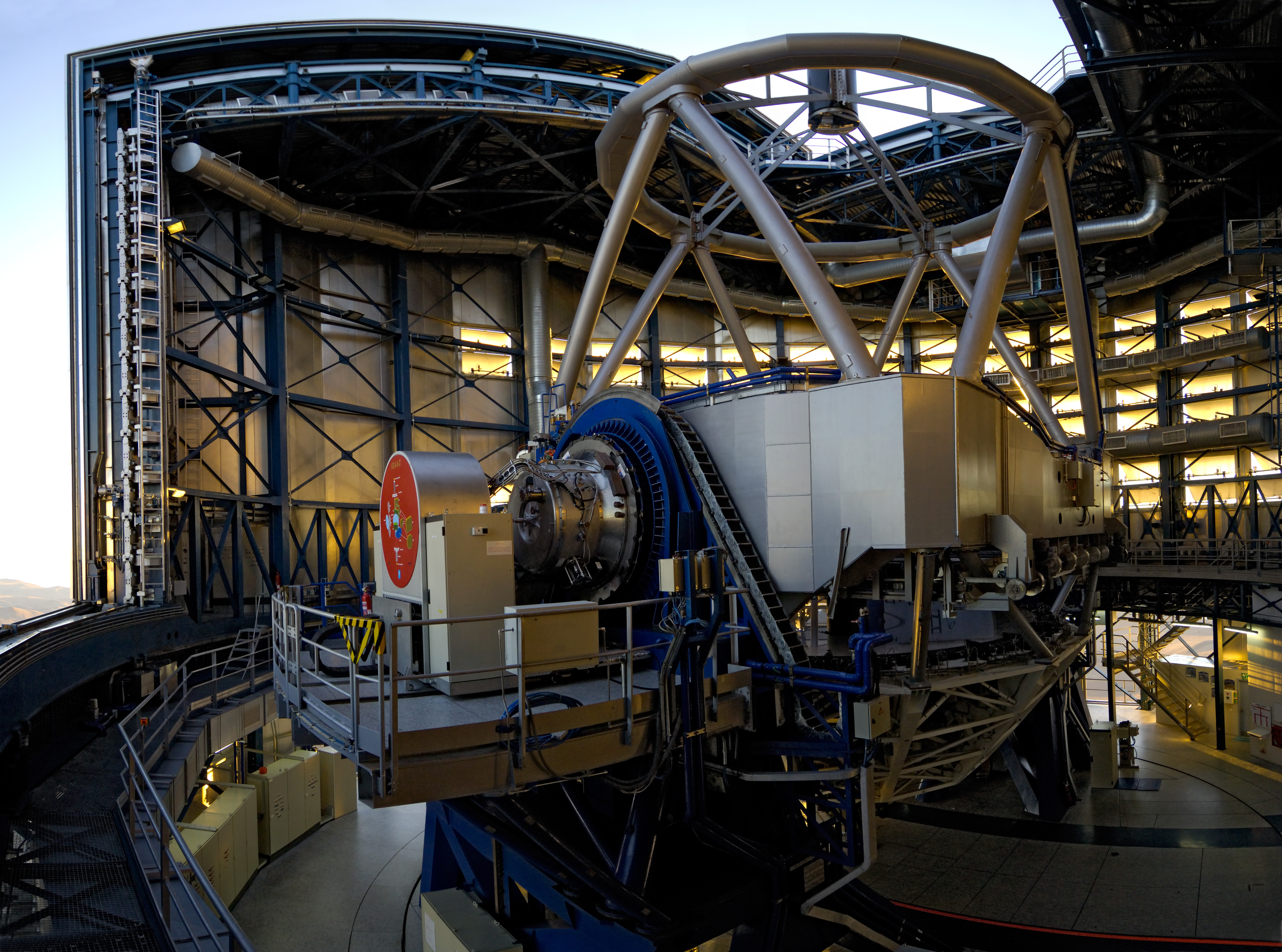
유럽 우주국 VLT 망원경에 장착된 8.2미터 유니트 텔레스코프. 4기중 하나를 내부에서 본 것.

광구 주위로 항성지름의 수 배(10~40 천문단위) 영역에는 ‘비대칭 가스층’으로 알려진 차가운 지역이 있다. 이 영역에는 산소 및 (탄소와 관련 있는) 질소 물질이 풍부하다. 이렇게 비정상적인 물질 조성을 보이는 이유는 항성 내부에서 CNO 순환 과정을 거친 물질들이 외곽 대기를 더럽히고 있기 때문이다.
1998년 찍은 전파망원경 사진으로 베텔게우스 주변에 매우 복잡한 구조의 대기가 존재함이 증명되었는데 유효온도는 3,450 ± 850켈빈이었다. 이는 항성 표면 온도와 비슷하나, 같은 장소의 항성주위 기체보다는 훨씬 낮은 값이었다. 또한 VLA 망원경의 사진들은 이 낮은 온도의 가스가 바깥쪽으로 뻗어나갈수록 서서히 차가워지는 것을 보여준다. 예상외로 이 가스층이 베텔게우스의 대기 중 가장 큰 부피를 차지함이 밝혀졌다. 제레미 림은 이렇게 말했다. “이 가스층은 적색 초거성의 대기에 대한 우리의 기본적인 지식을 바꾸어 놓는 것입니다. 항성 근처에서 가스가 가열되어 대기가 균일하게 팽창하는 것 대신에, 지금 여러 개의 거대한 대류환이 가스를 항성 표면으로부터 대기로 순환시키고 있는 것으로 보입니다.” 2009년 커벨러는 항성 남서쪽으로 광구 반지름 6배까지 뻗어 있고 탄소·질소가 (아마도) 포함된 ‘밝은 기둥’이 있다고 주장했는데, VLA의 사진은 커벨러가 찾은 기둥과 같은 곳을 찍은 것이다.
허블 우주 망원경 탑재 희미한 천체 망원경(FOC)으로 자외선 파장에서 베텔게우스의 채층을 직접 찍었다. 사진에도 항성 원반 남서쪽에 밝은 영역이 드러나 있었다. 1996년 채층의 평균 반지름은 가시광선으로 보이는 원반의 약 2.2배였고(~10 천문단위) 유효 온도는 5,500켈빈 미만으로 기록되었다. 그러나 2004년 허블 망원경의 STIS는 따뜻한 채층 플라스마의 존재를 잡아냈는데 항성으로부터 최소 1초각 떨어져 있었다. 별까지의 거리를 197파섹으로 가정하면 채층의 크기는 200천문단위에 이른다. 관측을 통해 따뜻한 채층 플라스마가 베텔게우스의 외곽대기 내 차가운 가스 및 항성주위 내 먼지와 겹쳐서 존재함을 알게 되었다.

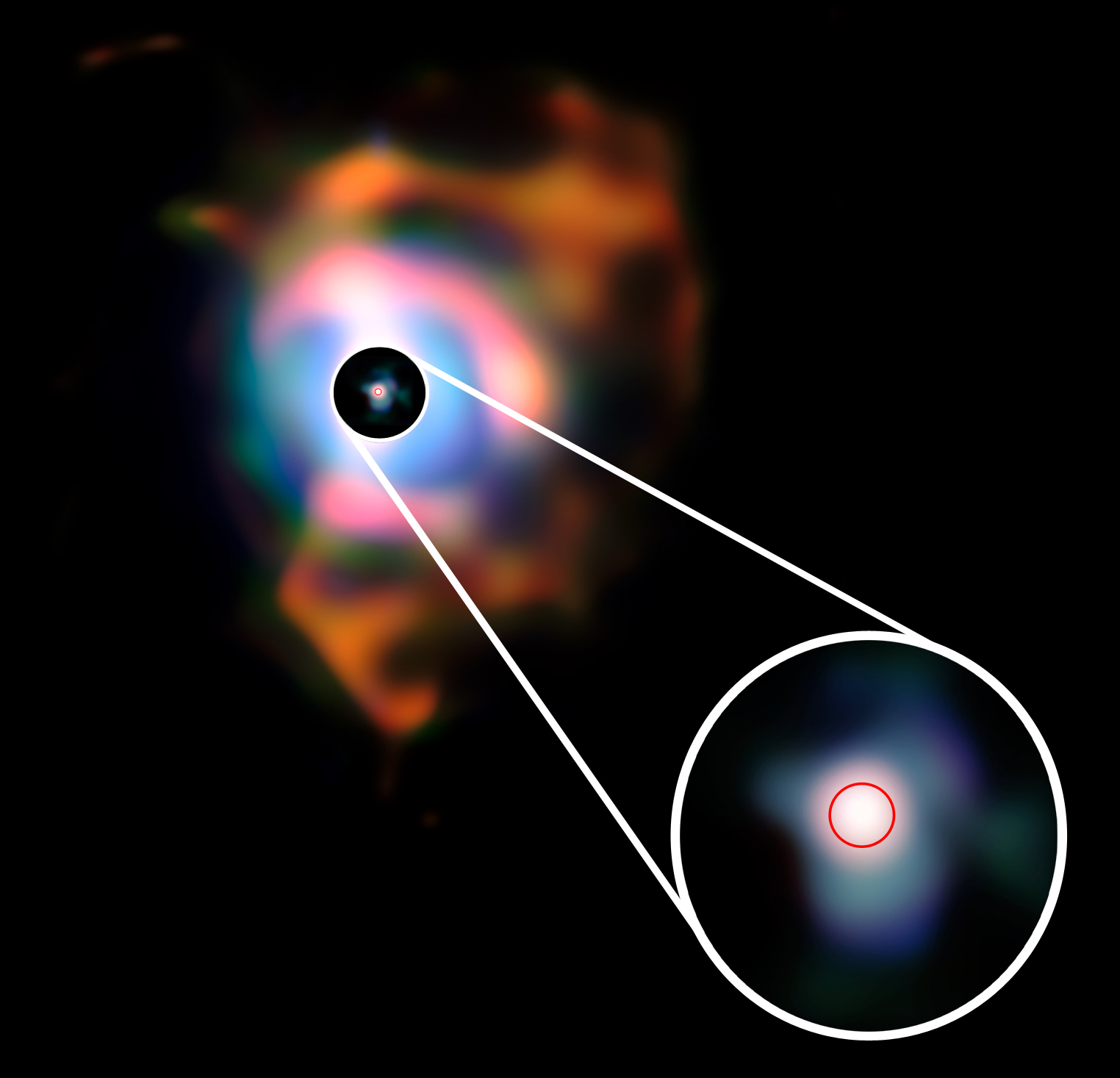
ESO VLT로 촬영한 베텔게우스 주위 복잡한 성운 사진. 빨간 원이 실제 광구 크기이다. 별에서 뿜어낸 가스 기둥은 주변 대기로 퍼져 나가, 별 주위 400 천문단위까지 먼지로 찬 환경을 만든다.

서튼과 그의 동료는 1977년 베텔게우스 주변 ‘먼지 껍질’의 존재를 가장 먼저 증명했다. 그는 늙은 별 주변 먼지껍질들은 종종 광구보다 더 많은 양의 복사 에너지를 뿜어낸다고 말했다. 이들은 기존의 반지름이 바르다고 가정하고 헤테로다인 간섭법을 이용하여 이 적색 초거성이 여분 물질 대부분을 광구반경 12배 이상 거리(또는 대략 태양~카이퍼 대 거리인 50~60 천문단위)까지 뿌리고 있다고 결론 내렸다. 이후 이 먼지껍질을 다양한 파장을 통해 연구한 논문들이 나왔다. 이 논문들은 서로 확실히 다른 결론을 내리고 있다. 1990년대 이후 연구에서는 먼지껍질의 안쪽 반지름을 0.5~1초각(100~200 천문단위)으로 측정했다. 이러한 연구들을 통해 베텔게우스를 둘러싼 먼지 환경은 정지된 것이 아님을 알았다. 1994년 단치 연구진은 베텔게우스는 수십 년동안 산발적으로 먼지를 생산하다가 활동을 멈추는 순환 주기를 보인다고 발표했다. 1997년 크리스 스키너는 1년만에 먼지껍질의 외관이 눈에 띄게 변했음을 알아챘는데, 그는 이 껍질을 항성의 방사선장(항성 표면 열점이 방사선장을 유지하는 주된 이유이다)이 비대칭적으로 밝히고 있다고 가정했다. 바우드는 1984년 논문에서 베텔게우스가 바깥 대기층을 마치 먼 곳으로 여행보내듯 우주공간으로 흘려보내고, 이 방출된 물질들이 1파섹(20만 6265 천문단위) 떨어진 곳에 거대한 비대칭형 먼지껍질을 형성한다고 주장했다. 같은 해 베텔게우스의 한쪽으로부터 4광년 너머까지 확장된 먼지껍질층 3개를 발견했다는 발표가 있었으나, 바우드의 주장은 지지받지 못하고 있다.
바깥쪽 CO 껍질층 두 개의 정확한 크기를 재기는 어려우나 예비 측정에 따르면 껍질층 한 개는 1.5~4초각 범위까지 퍼져 있으며 나머지 하나는 7초각까지 뻗어 나가 있다고 한다. 별의 반지름을 목성 궤도(5.5 천문단위) 정도라고 가정하면 안쪽 껍질은 대략 별 반경 50~150배 범위(300~800 천문단위), 바깥쪽 껍질은 별 반경 250배 범위(~1400 천문단위)까지 확장되어 있을 것이다. 태양권계면의 반지름이 약 100 천문단위임을 고려하면 베텔게우스의 외곽 껍질 반지름은 대략 태양계의 14배가 되는 셈이다.

#### 초음속 뱃머리 충격파
베텔게우스는 성간 매질 속을 초당 30 킬로미터(연간 6.3 천문단위)의 초음속으로 뱃머리 충격파를 만들면서 움직이고 있다. 충격파는 항성 때문에 생기는 것이 아니라 항성풍 때문이다. 베텔게우스가 막대한 양의 가스를 초당 17킬로미터 속도로 성간매질을 향해 뿜어내면 별을 둘러싼 매질은 데워지면서 근적외선 영역에서 관측할 수 있게 되는데, 이것이 뱃머리 충격파이다. 베텔게우스가 너무 밝기 때문에 1997년이 되어서야 뱃머리 충격파의 사진을 찍을 수 있었다. 지구로부터 베텔게우스까지의 거리를 643광년으로 가정하면 혜성처럼 생긴 이 충격파의 길이는 짧아도 3.26광년(1파섹)은 된다.
2012년 만들어진 뱃머리 충격파의 3차원 유체동역학 시뮬레이션으로 충격파 구조의 나이가 3만 년 이내로 매우 젊다는 결과가 나왔다. 이는 두 가지 가능성을 시사하는데 하나는 베텔게우스가 최근에 종전과 성질이 다른 성간물질 공간으로 이동해 왔을 가능성과, 다른 하나는 베텔게우스에서 나오는 항성풍의 성질이 바뀌었을 가능성이다. 모하메드 연구진은 2012년 논문에서 이 충격파의 원인은 베텔게우스가 청색 초거성에서 적색 초거성으로 진화했기 때문이라는 가설을 제시했다. 베텔게우스와 같은 별들은 항성진화 마지막 단계에서 헤르츠스프룽-러셀 도표상의 적색과 청색 사이를 빠르게 왔다갔다하며, 항성풍과 뱃머리 충격파에도 빠르게 변화가 일어난다. 만약 앞의 가설이 진실이라면, 베텔게우스는 적색 거성으로 존재하는 시간동안 20만 천문단위를 이동하면서 태양 3개에 해당하는 질량을 우주에 뿌릴 것이다.

### 최후
별의 운명은 질량이 얼마나 크냐에 따라 결정된다. 정확한 질량이 파악되지 않았지만, 베텔게우스 역시 마찬가지이다. 대부분의 관측자가 이 별의 질량이 태양의 10배는 넘을 것이라고 예측하기 때문에 가장 유력한 시나리오는 베텔게우스는 계속 핵융합 작용을 하다가 중심핵에 철만 남는 순간 II형 초신성 폭발을 일으킨다는 것이다. 폭발하면서 중심핵은 붕괴한 뒤 지름 20킬로미터 정도의 중성자별이 남을 것이다.

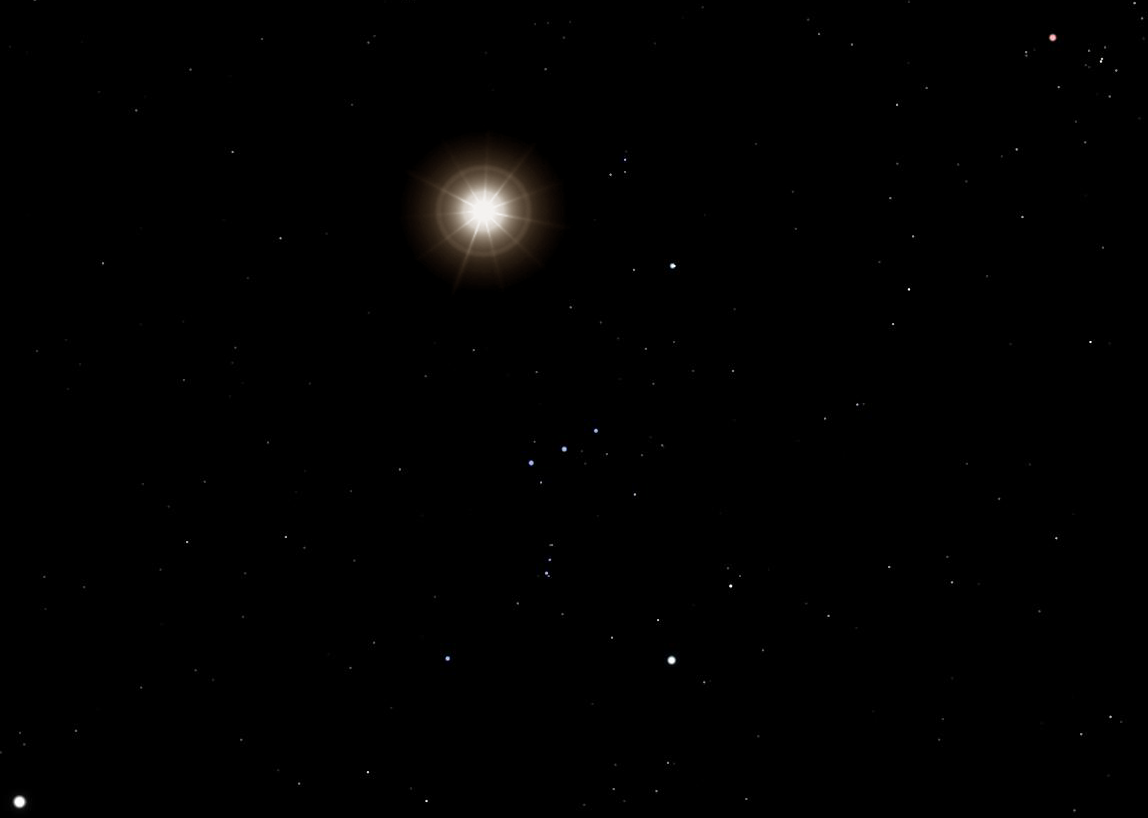
베텔게우스가 초신성 폭발을 할 때 지구에서 바라본 오리온자리의 상상도. 셀레스티아로 작성했다.

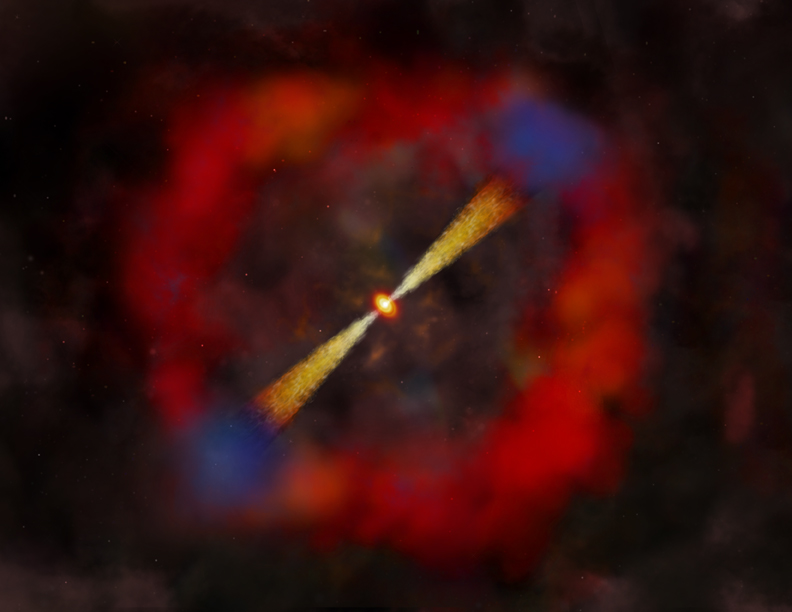
제트와 초신성 껍질을 보여주는 감마선 폭발. 천체 예술가의 상상화.

베텔게우스는 동급 질량대 별과 비교할 때 늙었으며 별의 일생에 대비할 때 ‘조만간’ 폭발할 것이다. 질량 손실에 얽힌 수수께끼를 풀어낸다면 언제 초신성 사건이 발생할지를 알 수 있을 것이다. 베텔게우스는 수백만 년 이내로 생명을 다할 것으로 추측된다. 이 가설을 뒷받침하는 증거들로 오리온자리 분자 구름의 성간 물질 내에서 관측되는 비정상적인 모습들을 들 수 있는데, 이 모습들로부터 그리 오래되지 않은 과거에 초신성 폭발이 여럿 있었음을 알 수 있다. 오리온자리 OB1 성협 내 베텔게우스가 태어났다고 생각되는 장소에서 초신성이 폭발했을 가능성이 있다. 성협 내 늙은 별들의 나이가 대충 1,200만 년이기 때문에 이보다 무거운 별들은 이미 오래전 진화를 마치고 초신성으로 생을 마감했을 것이다. 또한, 초신성 사건 때문에 도주성들이 생겨났을 것인데 예를 들어 비둘기자리 뮤, 마차부자리 AE, 양자리 53은 각각 220만 년, 270만 년, 490만 년 전 근처에서 일어난 폭발 때문에 도주성이 된 것으로 보인다.
오스틴 소재 텍사스 대학교 교수 J. 크레이그 휠러는 베텔게우스는 죽으면서 1046 줄의 중성미자를 뿜을 것으로 예측했다. 이 중성미자는 항성의 수소층을 한 시간 정도 만에 탈출한 뒤 수백 년에 걸쳐 빛의 속도로 태양계까지 날아올 것이며, 베텔게우스가 죽음을 맞았음을 우리에게 최초로 알려줄 것이다. 베텔게우스 초신성은 약 두 주 동안 겉보기 등급 -12까지 밝아지는데, 밤하늘에서 달보다도 밝게 빛날 것이고 대낮에도 쉽게 볼 수 있을 것이다. 이후 베텔게우스는 2~3개월 동안 밝게 빛나다가 빠르게 어두워질 것이다. 베텔게우스의 자전축이 지구를 향하고 있지 않기 때문에 초신성이 되더라도 지구 생태계에 피해를 줄 정도의 감마선을 방출하지는 않을 것이다. 폭발로 생기는 자외선 복사량은 태양에서 나오는 자외선보다 적을 것이다. 폭발 후 1년이 지나면 초신성 잔해로부터 나오는 복사 에너지는 코발트가 철 이 되면서 방사성 감쇠할 때보다 훨씬 적을 것이며, 남은 감마선들도 확장된 수소층에 막혀 지구에 닿지 않을 것이다. 만약 중성자별 잔해가 펄사가 된다면 수천 년 동안 감마선을 만들어 낼 것이다.
2009년 베텔게우스의 지름이 15% 줄어들었다는 논문이 발표되자 이는 베텔게우스가 곧 폭발할 것이라는 소문으로 발전했다. 이는 천문 현상에 대한 오해와 당시 횡행하던 2012년 세계 멸망설 때문이었다.

## 항성계
1985년, 마가리타 카롭스카(Margarita Karovska)는 하버드-스미소니언 천체물리학 센터에서 다른 천체물리학자들과 함께 베텔게우스를 도는 동반천체 두 개가 있다고 주장했다. 1968년 ~ 1983년 동안 편광 자료를 분석한 결과, 공전 주기 2.1년의 동반 천체의 존재가 예측되었다. 연구진은 스페클 간섭법을 이용하여 두 동반천체 중 베텔게우스에 가까운 쪽은 베텔게우스로부터 0.06 ± 0.01"(~ 9 천문단위) 떨어져 있고 위치각은 273도이며 궤도가 베텔게우스의 채층 속을 지나갈 가능성이 있다고 주장했다. 먼 쪽은 중심별로부터 0.51 ± 0.01" (~ 77천문단위) 떨어져 있고 위치각은 278도라고 발표했다.
이후 여러 해 동안 카롭스카와 그 연구진의 연구결과를 검증하는 논문은 나온 바 없다. 1992년, 캐번디시 천체물리학회(Cavendish Astrophysics Group) 소속 연구진이 마가리타의 발견에 의문을 제기했다. 이들은 논문에서 “베텔게우스의 표면 밝기의 특징은 동반 천체가 적색 거성의 앞을 지나가는 것이라고 보기에는 너무 밝다.”고 주장했다. 또한 이런 표면 특징은 710나노미터로 관측하자 700나노미터로 관측했을 때보다 1.8배 더 어두웠는데, 이것은 이 특징이 항성의 분자 대기 속에 있는 증거라고 했다. 이러한 반박에도, 같은 해 카롭스카는 1985년의 주장을 재확인하는 논문을 발행했으며, 동반천체의 위치각과 항성 표면의 비대칭적 구조 사이에는 의미있는 상관관계가 있다는 주장을 했다. 이후 대부분의 천문학자는 베텔게우스의 동반천체를 분석하기보다는 항성 대기 외곽의 복잡한 운동을 분석하는 데로 관심사를 옮겼으나, 자비에 하우보이스(Xavier Haubois)와 그 연구진은 2009년에 “보이지 않는 근접 동반천체가 베텔게우스의 총 겉보기 밝기에 포함되어 있을 확률이 있다.”라고 주장하였다. 이중성 및 다중성계 목록(CCDM)에는 베텔게우스의 동반천체를 최소 4개 수록하고 있는데 이들 모두 항성으로부터 3분각 내에 있다. 그러나 위치각 및 겉보기등급을 제외하고 이것들에 대해 알려진 것은 거의 없다.

## 문화

### 영미권 표기 및 발음
베텔게우스의 영미권 표기는 Betelgeux였으며 독일어로는 Beteigeuze로 표기한다(요한 엘레르트 보데의 책에 의거). Betelgeux와 Betelgeuze는 20세기 초까지 함께 쓰였는데 이후 Betelgeuse가 널리 쓰이게 되었다. 영미권에서 베텔게우스의 정확한 발음에 대해 합의된 것은 없으며 다음과 같이 여러 가지로 읽고 있다.
- /ˈbɛtəldʒuːz/ 베털주즈: 옥스퍼드 영어사전[1], 캐나다 왕립 천문학회
- /ˈbiːtəldʒuːz/ 비털주즈: 옥스퍼드 영어사전[1]
- /ˈbɛtəldʒəz/ 베털저즈: The Friendly Stars[128]
- /ˈbiːtəldʒuːs/ 비털주스: 캐나다 옥스퍼드 사전, Webster's Collegiate Dictionary

### 어원
베텔게우스 이름의 로마자 표기 앞부분 "Bet-"의 유래는 확실하지 않다. 그러나 "abet" 또는 아랍어로 ‘إبط’는 ‘겨드랑이’라는 뜻이며 베텔게우스는 오리온자리의 겨드랑이에 위치한다. 베텔게우스는 종종 ‘가운데 있는 자의 겨드랑이’로 잘못 번역되고 있다. 미국의 아마추어 박물학자 리처드 힝클리 앨런은 1899년 저작 《항성의 명칭 및 그 구비설화와 의미》(Star Names: Their Lore and Meaning)에서 이 별 이름의 어원은 아랍어 ‘이비트 알 자우자’(ابط الجوزاء)이며 여기서 ‘베드 엘게제’(Bed Elgueze), ‘베이트 알게제’(Beit Algueze), ‘베트 엘게제’(Bet El-gueze), ‘베타이거이저’(Beteigeuze)로, 더 나아가 ‘베텔게우스’(Betelgeuse), ‘베텔게세’(Betelguese), ‘베텔게제’(Betelgueze), ‘베텔게욱스’(Betelgeux) 등으로 발음이 변질되었다고 주장했다. 이 별은 《알폰소 천문표》(Tablas alfonsíes)에 ‘벨덴게우제’(Beldengeuze)로 수록되어 있고 이탈리아 예수회 성직자이자 천문학자 조반니 바티스타 리치올리는 이 별을 ‘벡텔게우제’(Bectelgeuze) 또는 ‘베달게우제’(Bedalgeuze)로 표기했다.
한편, 뮌헨 대학교 아랍어 교수 파울 쿠니츠(Paul Kunitzsch)는 앨런이 주장한 어원을 반박했고 대신 베텔게우스의 이름 전체가 아랍어로 ‘알 자우자의 팔’이라는 의미의 ‘야드 알 자우자’(يد الجوزاء) 발음이 변질된 것이라고 주장했다. 여기서 알 자우자는 오리온을 뜻한다. 유럽인들은 아랍어를 중세 라틴어로 번역하는 과정에서 실수로 첫 글자 y (ﻴ, 아래 점 두 개)를 b (ﺒ, 아래 점 한 개)로 잘못 옮겼다. 르네상스 기간 동안 베텔게우스의 이름은 ‘바이트 알 자우자’(بيت الجوزاء→오리온의 집) 또는 ‘바트 알 자우자’(بط الجوزاء, →오리온의 겨드랑이)였다. 이후 앞의 표기들은 현대에 접어들어 베텔게우스(Betelgeuse)로 변했다.
다른 전문가들은 쿠니츠의 주장에 손을 들어 주고 있다.
이름 중 뒷부분 로마자 표기 "-elgeuse"는 오리온자리를 아랍 세계에서 부르던 이름인 ‘알 자우자’(الجوزاء)에서 유래했다. 알 자우자는 옛날 아랍 전설에 나오는 여성 이름이며, 그 의미는 불명확하다. ‘자우자’의 어근 جوز (j-w-z)는 ‘가운데’를 뜻하기 때문에 ‘알-자우자’는 대충 ‘가운데 것’을 의미한다. 이후 ‘알 자우자’는 오리온자리와 쌍둥이자리를 일컫는 아랍어 단어로 굳어졌다. 현재 아랍어로 오리온을 일컫는 표기는 ‘알 자바’(الجبار→거인)이며, 베텔게우스의 이름에 포함된 ‘알 자우자’도 사용하고 있다. 17세기 영국 번역가 에드문드 칠미드는 크리스트마누스의 표기를 가져와 ‘예드 알게우제’(Ied Algeuze→오리온의 팔)라고 이름붙였다. 기록된 다른 아랍어 이름으로는 ‘알 야드 알 얌나’(Al Yad al Yamnā→오른팔), ‘알 디라’(Al Dhira→팔), ‘알 만키브’(Al Mankib→어깨)가 있는데, 이들에 ‘거인의’라는 의미인 ‘알 자우자’를 붙인다. 예를 들면 ‘알 만키브’의 경우 ‘만키브 알 자우자’(منكب الجوزاء→거인의 어깨)로 표기한다. 페르시아어로는 اِبطالجوزا라고 표기하는데 아랍어 ‘입트 알 자우자’(ابط الجوزاء)에서 유래한 것으로 그 뜻은 ‘거인의 겨드랑이’이다.

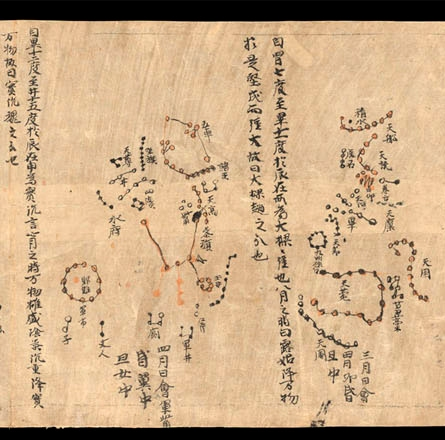
AD 700년경 작성된 돈황 성표. 베텔게우스의 한문표기 参宿四(Shēnxiùsì, 삼수사)가 보이는데, ‘삼수 중 네 번째 별’이라는 의미이다.

### 다른 이름
베텔게우스를 일컫는 다른 말로는 페르시아어의 ‘바슨’(Bašn→팔)과 콥트어의 ‘클라리아’(Klaria→팔찌)가 있다. 산스크리트어 명칭은 ‘바후’(Bahu)였는데, 이는 힌두 세계에서 오리온 별자리를 사슴이 뛰어가는 형상 중 일부로 생각한 데에서 나온 것이다. 중국을 포함한 동아시아 천문학에서는 베텔게우스를 삼수사(参宿四, Shēnxiùsì)로 표기하는데, 삼수의 네 번째 별이라는 의미이다. 현재 중국식 오리온자리 표기 ‘삼수’(参宿)는 원래 오리온 띠의 세 별만 일컫는 명칭이었는데, 구성하는 별이 10개로 늘어났으나 원래 이름이 그대로 붙었다. 일본의 귀족가문 다이라 가문은 베텔게우스의 붉은색을 가문의 상징으로 삼았고 이 별을 ‘헤이케보시’(平家星)라고 불렀다. 한편 미나모토 가문은 리겔의 흰색을 상징으로 삼았다.
타히티에서는 이 별을 ‘아나바루’(Anâ-varu)라고 부르며, 구전설화에 따르면 베텔게우스는 하늘을 떠받치는 기둥 중 하나였다고 한다. ‘타우루아누이오메레’(Ta'urua-nui-o-Mere)라고 부르기도 하며, 이것은 ‘어버이의 사랑 속에 치러지는 성대한 축제’라는 의미이다. 하와이에서는 이 별을 ‘카울루아코코’(Kaulua-koko)라고 부르며, ‘밝고 붉은 별’이라는 뜻이다. 중앙아메리카의 라칸돈족은 이 별을 ‘체크 툴릭스’(chäk tulix)라고 부르고, 이는 ‘붉은 나비’라는 뜻이다.

### 신화
과학 혁명 이전, 천문학이 신화 및 점성술과 밀접히 얽혀 있던 시대에는, 이 붉은 별은 이름이 전쟁의 신에서 유래한 화성처럼 수천 년 동안 ‘전쟁’, ‘정복’, 더 나아가 ‘죽음’과 ‘재생’의 전형적인 존재로 여겨져 왔다. 다른 문화권에는 또 다른 신화가 생겨났다. 스티븐 윌크(Stephen R. Wilk)는 오리온자리가 그리스 신화에 나오는, 펠롭스를 표현한 것이라고 주장한다. 펠롭스는 데메테르에게 어깨살을 먹혔다가 상아로 채워넣어진 인물로, 베텔게우스의 색이 상아의 붉고 노란 광택과 흡사하다는 것이다.
아메리카 원주민의 신화에서는 베텔게우스가 잘려나간 신체 일부를 상징하는 별이다. 브라질의 타울리팡족은 오리온자리를 아내에게 다리를 잘린 영웅 ‘질릴카와이’로 부르는데 베텔게우스의 밝기가 변하는 것을 다리가 잘려나가는 것과 연관시킨다. 이와 흡사하게 북아메리카 라코타족은 이 별을 자기 팔이 잘려나간 지도자로 인식한다. 북부 오스트레일리아 와다만족은 이 별을 ‘야-준긴’(Ya-jungin)이라고 불렀는데, ‘부엉이의 깜빡이는 두 눈’이라는 뜻이다. 이들은 별의 밝기가 변하는 것을 ‘붉은 캥거루 지도자’(Red Kangaroo Leader) 리겔이 주관하는 의식을 베텔게우스가 종종 감시하는 것으로 해석했다. 남아프리카 신화에서 베텔게우스는 오리온 띠에 해당하는 ‘세 마리 얼룩말’을 포식자의 눈빛으로 응시하는 사자로 그려졌다.
베텔게우스의 산스크리트 이름은 ‘아드라’(ãrdrã)로 ‘촉촉한 것’이라는 뜻인데 힌두 점성술의 이십칠수(nákṣatra) 중 아타라(阿陀罗)와 같은 이름이다. 리그베다의 신들 중 한 명인 루드라는 바람과 폭풍우의 신으로 베텔게우스를 주관한다. 마케도니아의 전승에서 오리온자리는 농기구와 가축 등 농민의 삶의 방식을 반영하는 존재였다. 그들에게 있어 베텔게우스는 ‘오라크’(Orach) 즉 ‘쟁기질하는 사람’이었으며 오리온자리의 나머지 별들은 쟁기 및 밭을 가는 황소들로 묘사되었다. 늦여름 및 가을 새벽 3시경 뜨는 베텔게우스는 농민들이 일어나 밭으로 가 쟁기질을 해야 할 시간이 되었음을 알려주는 존재였다. 이누이트 족에게 있어 2월 말부터 3월 초까지, 해가 진 뒤 베텔게우스가 나타나고 벨라트릭스가 남쪽 하늘 높이 떠 있는 것은 봄이 시작함과 낮이 길어지는 것을 의미했다. 주로 북부 배핀섬과 멜빌반도 사람들이 두 별을 ‘아쿠투주크’(Akuttujuuk, 멀리 떨어져 위치한 둘)라고 불렀다.
오리온자리와 전갈자리는 서로 마주보는 자리에 있으며, 둘 다 밝고 붉은 변광성 베텔게우스와 안타레스가 있기 때문에 세계 여러 고대 문명들은 이 둘을 강조했다. 오리온이 지고 전갈자리가 뜨는 것은 오리온이 전갈에게 죽임을 당하는 것을 뜻했다. 수마트라 섬의 바탁인들은 오리온 띠가 지평선 아래로 진 후(베텔게우스가 ‘수탉 꼬리 같은’ 상태로 남아 있을 때) 첫 번째 신월이 뜰 때를 새해가 시작되는 것으로 정했다. 그들은 베텔게우스와 안타레스가 밤하늘 양쪽 끝에 있을 때를 의미 있는 순간으로 여겼으며, 두 별이 각각 속한 별자리 둘을 전갈 한 쌍으로 생각했다. 바탁인들은 두 별자리가 밤하늘에서 동시에 보일 때를 ‘전갈의 날들’(Scorpion days)로 불렀다.

## 같이 보기
- 오리온자리의 항성 목록
- 항성진화
- 적색초거성

### 내용주
1. ↑  절대등급은 시차값에 따라 다르게 나온다. SIMBAD는 평균 실시등급 0.42에 최신 거리자료 197파섹에 따라 베텔게우스의 절대등급을 -6.02로 계산한다. 겉보기 등급의 상하한값 0.2~1.2을 절대등급으로 바꾸면 가장 밝을 때 –6.27, 가장 어두워졌을 때가 −5.27이다.
2. ↑  본문에 기술한 -5.27~-6.27은 항성까지의 거리가 197 파섹이며 겉보기 등급이 0.2~1.2라는 가정에 따라 나온 수치이다.
3. ↑  본문은 베텔게우스, 태양, 지구 셋의 크기 비교를 위해 알기 쉬운 비유를 든 것이다. 구체적인 수치를 구하기 위해서는 먼저 이들의 지름, 반지름, 부피의 비율을 계산해야 한다. 비율이 나오면 웸블리 경기장에 대비했을 때의 상대적 크기도 쉽게 나온다. 시지름을 대입하여 공식을 풀어나가는 과정은 아래와 같다.
  - 베텔게우스 지름 ≈ 0.0552 초각 × 197.0 파섹 ≈ 11.000 AU (반올림) × 149,597,871 km ≈ 1.646 ×109 km
  - 베텔게우스 반지름 ≈ 11.000 AU ÷ 2 ≈ 5.500 AU × 149,597,871 km ≈ 8.230 ×108 km ≈ 823,000,000 km
  - 베텔게우스 부피 ≈ (4÷3×π) × 823,000,0003 ≈ 2.335 × 1027 km3

또한
  - 태양 반지름 ≈ 696,000 km. 부피 ≈ 1.412×1018 km3
  - 지구 반지름 ≈ 6,371.0 km. 부피 ≈ 1.083×1012 km3.
  - 웸블리 경기장 크기의 구 부피 ≈ 1,139,100 m3. 구 반지름 ≈ (1,139,100m3 ÷ (4/3*π))1/3 ≈ 64.787 m 또는 64,787 mm.

따라서
  - 베텔게우스 ≈ (2.335 × 1027) ÷ (1.412×1018) ≈ 태양 1.654 × 109개
  - 베텔게우스 ≈ (2.335 × 1027) ÷ (1.083×1012) ≈ 지구 2.156 × 1015 개
  - 웸블리 경기장에 대비한 태양 부피 ≈ 1,139,100 m3 ÷ (1.654 × 109) × 109{mm3} ≈ 689,000 mm3 (반올림)
  - 웸블리 경기장에 비례한 태양 지름 ≈ (689,000 mm3 ÷ (4/3*π))1/3 ≈ 55.61845 × 2 ≈ 110 mm
  - 웸블리 경기장에 비례한 지구 부피 ≈ 1,139,100 m3 ÷ (2.156 × 1015) × 109{mm3} ≈ 0.528 mm3
  - 웸블리 경기장에 비례한 지구 지름 ≈ (0.528 mm3 ÷ (4/3*π))1/3 ≈ 0.501 × 2 ≈ 1.002 mm
  - 웸블리 경기장에 비례한 지구의 공전궤도 반지름(1 AU) ≈ 1 AU ÷ 5.5 AU × 64.787 m = 11.8 m

결론 :
  - 만약 웸블리 경기장 크기의 거대한 구체가 베텔게우스라고 가정하면 지구는 작은 진주 한 알 크기(지름 약 1 밀리미터)이며 망고 크기(지름 약 11 센티미터)의 태양을 약 11.8 미터 떨어진 곳에서 돌고 있다.
4. ↑  베텔게우스의 반지름은 예전 관측 시기보다 약 15퍼센트 정도 수축했다. 광구가 완벽한 구체라고 가정하면 부피 감소량은 아래와 같이 계산할 수 있다.

1993년 값 :
  - 베텔게우스 반지름 ≈ 0.056 초각 × 197.0 파섹 ≈ 11.032 AU ÷ 2 ≈ 5.516 AU × 149,597,871 km ≈ 825,000,000 km,
  - 베텔게우스 부피 ≈ (4÷3×π) × 825,000,0003 ≈ 2.352 × 1027 km3.

2008년 값 :
  - 베텔게우스 반지름 ≈ 0.047 초각 × 197.0 파섹 ≈ 9.260 AU ÷ 2 ≈ 4.630 AU × 149,597,871 km ≈ 692,500,000 km,
  - 베텔게우스 부피 ≈ (4÷3×π) × 692,500,0003 ≈ 1.391 × 1027 km3.

따라서
  - 베텔게우스의 부피 변화량 ≈ 2.352 × 1027 km3 – 1.391 × 1027 km3 ≈ –9.610E × 1026 km3
  - 베텔게우스의 부피 변화 비율 ≈ –9.610E × 1026 km3 ÷ 2.352 × 1027 km3 ≈ –40.86%
  - 태양 부피의 함수로 환산한 베텔게우스의 부피 변화량 ≈ –9.610E × 1026 ÷ 1.412×1018 km3 ≈ 태양 –681,000,000 개
5. ↑  겨드랑이의 정확한 아랍어 표기는 ‘입트’(ابط)이다.

### 참조주
1. 1 2 3 4 5  Simpson, J.; Weiner, E., 편집. (1989). 〈Betelgeuse〉. 《Oxford English Dictionary》 2판. Oxford: Clarendon Press. 130쪽. ISBN 0-19-861186-2.
2. 1 2 3 4 5 6  “SIMBAD Query Result: BETELGEUSE – Semi-regular Pulsating Star”. Centre de Données astronomiques de Strasbourg. 2013년 1월 6일에 확인함.
3. 1 2 3 4 5  Davis, Kate (2000년 12월). “Variable Star of the Month: Alpha Orionis”. American Association of Variable Star Observers (AAVSO). 2013년 1월 5일에 확인함.
4. 1 2  “Betelgeuse”. Wolfram Alpha. 2009년 5월 18일. 2013년 1월 5일에 확인함.
5. 1 2 3 4 5 6 7 8 9 10  Harper, Graham M.; Brown, Alexander; Guinan, Edward F. (2008년 4월). “A New VLA-Hipparcos Distance to Betelgeuse and its Implications” (PDF). 《The Astronomical Journal》 135 (4): 1430–40. Bibcode:2008AJ....135.1430H. doi:10.1088/0004-6256/135/4/1430. 2013년 1월 6일에 확인함.
6. 1 2 3 4 5 6 7 8  Mohamed, S.; Mackey, J.; Langer, N. (2012). “3D Simulations of Betelgeuse's Bow Shock”. 《Astronomy & Astrophysics》. 541, id.A1: A1. Bibcode:2012A&A...541A...1M. doi:10.1051/0004-6361/201118002.
7. 1 2 3 4  Smith, Nathan; Hinkle, Kenneth H.; Ryde, Nils (2009년 3월). “Red Supergiants as Potential Type IIn Supernova Progenitors: Spatially Resolved 4.6 μm CO Emission Around VY CMa and Betelgeuse” (PDF). 《The Astronomical Journal》 137 (3): 3558–3573. arXiv:0811.3037. Bibcode:2009AJ....137.3558S. doi:10.1088/0004-6256/137/3/3558. 2013년 1월 6일에 확인함.
8. 1 2 3 4 5 6 7 8 9  “Sharpest Views of Betelgeuse Reveal How Supergiant Stars Lose Mass”. 《Press Releases》. European Southern Observatory. 2009년 7월 29일. 2013년 1월 6일에 확인함.
9. 1 2 3  Harper, Graham M.; Brown, Alexander; Lim, Jeremy (2001년 4월). “A Spatially Resolved, Semiempirical Model for the Extended Atmosphere of α Orionis (M2 Iab)”. 《The Astrophysical Journal》 551 (2): 1073–98. Bibcode:2001ApJ...551.1073H. doi:10.1086/320215.
10. 1 2 3 4 5 6 7  Kervella, P.; Verhoelst, T.; Ridgway, S. T.; Perrin, G.; Lacour, S.; Cami, J.; Haubois, X. (2009년 9월). “The Close Circumstellar Environment of Betelgeuse. Adaptive Optics Spectro-imaging in the Near-IR with VLT/NACO” (PDF). 《Astronomy and Astrophysics》 504 (1): 115–25. arXiv:0907.1843. Bibcode:2009A&A...504..115K. doi:10.1051/0004-6361/200912521. 2013년 1월 6일에 확인함.
11. ↑  Ramírez, SoLange V.; Sellgren, K.; Carr, John S.; Balachandran, Suchitra C.; Blum, Robert; Terndrup, Donald M.; Steed, Adam (2000년 7월). “Stellar Iron Abundances at the Galactic Center” (PDF). 《The Astrophysical Journal,》 537 (1): 205–20. arXiv:astro-ph/0002062. Bibcode:2000ApJ...537..205R. doi:10.1086/309022. 2013년 1월 5일에 확인함.
12. ↑  “밝아지는 초거성 베텔게우스… ‘초신성 폭발’ 하나? [아하! 우주]”.
13. ↑  “베텔게우스 100년 안에 폭발한다!?”.
14. 1 2 3 4 5 6 7 8  Allen, Richard Hinckley (1963) [1899]. 《Star Names: Their Lore and Meaning》 Reprint판. New York city: Dover Publications Inc. 310–12쪽. ISBN 0-486-21079-0.
15. ↑  Stella lucida in umero dextro, quae ad rubedinem vergit.→‘오른쪽 어깨에 있는 밝은 별은 불그스레하게 빛난다.’
16. ↑  Brück, H. A. (1979). 〈P. Angelo Secchi, S. J. 1818–1878〉.   M. F. McCarthy; A. G. D. Philip; G. V. Coyne. 《Spectral Classification of the Future, Proceedings of the IAU Colloq. 47》. Vatican City. 7–20쪽. Bibcode:1979RA......9....7B.
17. ↑  Information, Reed Business (1981년 10월 22일). “Ancient Chinese Suggest Betelgeuse is a Young Star”. 《New Scientist》 92 (1276): 238.
18. 1 2  Levesque, E. M. (2010년 6월). “The Physical Properties of Red Supergiants” (PDF). 《Astronomical Society of the Pacific》. 425 Hot and Cool: Bridging Gaps in Massive Star Evolution ASP Conference Series: 103. arXiv:0911.4720. Bibcode:2010ASPC..425..103L. 2012년 7월 3일에 확인함.
19. 1 2 3 4  Wilk, Stephen R. (1999). “Further Mythological Evidence for Ancient Knowledge of Variable Stars”. 《The Journal of the American Association of Variable Star Observers》 27 (2): 171–74. Bibcode:1999JAVSO..27..171W.
20. 1 2 3  Burnham, Robert (1978). 《Burnham's Celestial Handbook: An Observer's Guide to the Universe Beyond the Solar System, Volume 2》. New York: Courier Dover Publications. 1290쪽. ISBN 0-486-23568-8.
21. 1 2  Kaler, James B. (2002). 《The Hundred Greatest Stars》. New York: Copernicus Books. 33쪽. ISBN 0-387-95436-8.
22. 1 2  MacDonald, John (1998). 《The Arctic sky: Inuit astronomy, star lore, and legend》. Toronto, Ontario/Iqaluit, NWT: Royal Ontario Museum/Nunavut Research Institute. 52–54, 119쪽. ISBN 9780888544278.
23. 1 2 3 4  Michelson, Albert Abraham; Pease, Francis G. (1921). “Measurement of the diameter of Alpha Orionis with the interferometer”. 《Astrophysical Journal》 53: 249–59. Bibcode:1921ApJ....53..249M. doi:10.1086/142603. 이 0.047초각은 정상원반(uniform disk)을 기준으로 한 지름이다. 논문에서 마이컬슨은 주연감광으로 각지름이 약 17퍼센트 늘어난 0.055초각까지 증가할 수 있다고 설명했다.
24. 1 2  Tenn, Joseph S. (2009년 6월). “The Bruce Medalists”. 《Martin Schwarzschild 1965》. Astronomical Society of the Pacific (ASP). 2012년 1월 6일에 확인함.
25. ↑  Schwarzschild, Martin (1958). 《Structure and Evolution of the Stars.》. Princeton University Press. Bibcode:1958ses..book.....S. ISBN 0-486-61479-4.
26. ↑  Labeyrie, A. (1970년 5월). “Attainment of Diffraction Limited Resolution in Large Telescopes by Fourier Analysing Speckle Patterns in Star Images” (PDF). 《Astronomy and Astrophysics》 6: 85. Bibcode:1970A&A.....6...85L. 2013년 1월 6일에 확인함.
27. 1 2  Bonneau, D.; Labeyrie, A. (1973). “Speckle Interferometry: Color-Dependent Limb Darkening Evidenced on Alpha Orionis and Omicron Ceti”. 《Astrophysical Journal》 181: L1. Bibcode:1973ApJ...181L...1B. doi:10.1086/181171.
28. 1 2  Sutton, E. C.; Storey, J. W. V.; Betz, A. L.; Townes, C. H.; Spears, D. L. (1977). “Spatial Heterodyne Interferometry of VY Canis Majoris, Alpha Orionis, Alpha Scorpii, and R Leonis at 11 Microns” (PDF). 《Astrophysical Journal Letters》 217: L97–L100. Bibcode:1977ApJ...217L..97S. doi:10.1086/182547.
29. ↑  Bernat, A. P.; Lambert, D. L. (1975년 11월). “Observations of the circumstellar gas shells around Betelgeuse and Antares” (PDF). 《Astrophysical Journal》 201: L153-L156. Bibcode:1975ApJ...201L.153B. doi:10.1086/181964.
30. ↑  Dyck, H. M.; Simon, T. (1975년 2월). “Circumstellar dust shell models for Alpha Orionis” (PDF). 《Astrophysical Journal》 195: 689–693. Bibcode:1975ApJ...195..689D. doi:10.1086/153369.
31. ↑  Boesgaard, A. M.; Magnan, C. (1975년 6월). “The circumstellar shell of alpha Orionis from a study of the Fe II emission lines” (PDF). 《Astrophysical Journal, vol. 198》 198: pt. 1, p. 369–371, 373–378. Bibcode:1975ApJ...198..369B. doi:10.1086/153612.
32. ↑  Bernat, David (2008). “Aperture Masking Interferometry”. 《Ask An Astronomer》. Cornell University Astronomy. 2013년 1월 6일에 확인함.
33. 1 2 3  Buscher, D. F.; Baldwin, J. E.; Warner, P. J.; Haniff, C. A. (1990). “Detection of a bright feature on the surface of Betelgeuse” (PDF). 《Monthly Notices of the Royal Astronomical Society》 245: 7. Bibcode:1990MNRAS.245P...7B.
34. 1 2  Wilson, R. W.; Dhillon, V. S.; Haniff, C. A. (1997). “The changing face of Betelgeuse”. 《Monthly Notices of the Royal Astronomical Society》 291: 819. Bibcode:1997MNRAS.291..819W.
35. ↑  Burns, D.; Baldwin, J. E.; Boysen, R. C.; Haniff, C. A.; Lawson, P. R.; MacKay, C. D.; Rogers, J.; Scott, T. R.; Warner, P. J. (1997년 9월). “The surface structure and limb-darkening profile of Betelgeuse”. 《Monthly Notices of the Royal Astronomical Society》 290 (1): L11–L16. Bibcode:1997MNRAS.290L..11B.
36. ↑  Tuthill, P. G.; Haniff, C. A.; Baldwin, J. E. (1997년 3월). “Hotspots on late-type supergiants”. 《Monthly Notices of the Royal Astronomical Society》 285 (3): 529–39. Bibcode:1997MNRAS.285..529T.
37. 1 2 3 4 5  Schwarzschild, Martin (1975). “On the Scale of Photospheric Convection in Red Giants and Supergiants”. 《Astrophysical Journal》 195 (1): 137–44. Bibcode:1975ApJ...195..137S. doi:10.1086/153313.
38. ↑  A. N. Cox, 편집. (2000). 《Allen's Astrophysical Quantities》. New York: Springer-Verlag. ISBN 0-387-98746-0.
39. ↑  Petersen, Carolyn Collins; Brandt, John C. (1998) [1995]. 《Hubble Vision: Further Adventures with the Hubble Space Telescope》 2판. Cambridge, England: Cambridge University Press. 91–92쪽. ISBN 0-521-59291-7.
40. ↑  Uitenbroek, Han; Dupree, Andrea K.; Gilliland, Ronald L. (1998). “Spatially Resolved Hubble Space Telescope Spectra of the Chromosphere of α Orionis”. 《The Astronomical Journal》 116 (5): 2501–12. Bibcode:1998AJ....116.2501U. doi:10.1086/300596. 2013년 1월 6일에 확인함.
41. 1 2 3  Weiner, J.; Danchi, W. C.; Hale, D. D. S.; McMahon, J.; Townes, C. H.; Monnier, J. D.; Tuthill, P. G. (2000년 12월). “Precision Measurements of the Diameters of α Orionis and ο Ceti at 11 Microns” (PDF). 《The Astrophysical Journal》 544 (2): 1097–1100. Bibcode:2000ApJ...544.1097W. doi:10.1086/317264. 2013년 1월 6일에 확인함.
42. 1 2 3 4 5  Sanders, Robert (2009년 6월 9일). “Red Giant Star Betelgeuse Mysteriously Shrinking”. 《UC Berkeley News》. UC Berkeley. 2013년 1월 6일에 확인함.
43. 1 2 3 4  Townes, C. H.; Wishnow, E. H.; Hale, D. D. S.; Walp, B. (2009). “A Systematic Change with Time in the Size of Betelgeuse” (PDF). 《The Astrophysical Journal Letters》 697 (2): L127–28. Bibcode:2009ApJ...697L.127T. doi:10.1088/0004-637X/697/2/L127.
44. 1 2  Ravi, V.; Wishnow, E.; Lockwood, S.; Townes, C. (2011년 12월). “The Many Faces of Betelgeuse” (PDF). 《Astronomical Society of the Pacific》 448: 1025. arXiv:1012.0377. Bibcode:2011ASPC..448.1025R. 2012년 7월 5일에 확인함.
45. ↑  
Bernat, Andrew P. (1977). “The Circumstellar Shells and Mass Loss Rates of Four M Supergiants”. 《Astrophysical Journal》 213: 756–66. Bibcode:1977ApJ...213..756B. doi:10.1086/155205.
46. ↑  Hoffleit, D.; Warren, W. H. Jr. “HR 1713, database entry”. 《The Bright Star Catalogue, 5th Revised Ed. (Preliminary Version)》. Centre de Données astronomiques de Strasbourg ID. 2013년 1월 6일에 확인함.
47. 1 2  Robert Nemiroff; Jerry Bonnell (2009년 8월 5일). “Betelgeuse Resolved”. 《Today's Astronomy Picture of the Day》. 2013년 1월 8일에 확인함. 베텔게우스는 앞으로 수천 년 내 어느 때라도 극적인 초신성 폭발을 일으킬 수 있는 후보이다.
48. ↑  Cutri, R.; Skrutskie. M. (2009년 9월 7일). “Very Bright Stars in the 2MASS Point Source Catalog (PSC)”. The Two Micron All Sky Survey at IPAC. 2013년 1월 6일에 확인함.
49. ↑  van Altena, W. F.; Lee, J. T.; Hoffleit, D. (1995년 10월). “Yale Trigonometric Parallaxes Preliminary”. 《Yale University Observatory (1991)》 1174: 0. Bibcode:1995yCat.1174....0V.
50. ↑  “Hipparcos Input Catalogue, Version 2 (Turon+ 1993)”. 《VizieR》. Centre de Données astronomiques de Strasbourg. 1993. 2013년 1월 6일에 확인함.
51. ↑  Perryman, M. A. C.; Lindegren, L.; Kovalevsky, J.; Hoeg, E.; Bastian, U.; Bernacca, P. L.; Crézé, M.; Donati, F.; Grenon, M. (1997). “The Hipparcos Catalogue”. 《Astronomy & Astrophysics》 323: L49–L52. Bibcode:1997A&A...323L..49P.
52. ↑  Eyer, L.; Grenon, M. (2000). “Problems Encountered in the Hipparcos Variable Stars Analysis”. 《Delta Scuti and Related Stars, Reference Handbook and Proceedings of the 6th Vienna Workshop in Astrophysics》. ASP Conference Series 210: 482. arXiv:astro-ph/0002235. Bibcode:2000ASPC..210..482E. ISBN 1-58381-041-2.
53. ↑  van Leeuwen, F (2007년 11월). “Hipparcos, the New Reduction” 474 (2). Centre de Données astronomiques de Strasbourg: 653. arXiv:0708.1752. Bibcode:2007A&A...474..653V. doi:10.1051/0004-6361:20078357.
54. ↑  Goldberg, Leo (1984). “The Variability of Alpha Orionis”. 《Publications of the Astronomical Society of the Pacific》 96: 366–71. Bibcode:1984PASP...96..366G. doi:10.1086/131347.
55. 1 2 3  SolStation. “Betelgeuse; Release No.: 04-03”. Sol Company. 2016년 12월 20일에 원본 문서에서 보존된 문서. 2012년 1월 9일에 확인함.
56. ↑  Freytag, B.; Steffen, M.; Dorch, B. (2002년 7월). “Spots on the Surface of Betelgeuse – Results from New 3D Stellar Convection Models”. 《Astronomische Nachrichten》 323 (3/4): 213–19. Bibcode:2002AN....323..213F. doi:10.1002/1521-3994(200208)323:3/4<213::AID-ASNA213>3.0.CO;2-H.
57. ↑  Leighton, Robert B. (1964). “Transport of Magnetic Fields on the Sun”. 《Astrophysical Journal》 140: 1547. Bibcode:1964ApJ...140.1547L. doi:10.1086/148058.
58. 1 2  Dupree, Andrea K.; Gilliland, Ronald L. (1995년 12월). “HST Direct Image of Betelgeuse”. 《Bulletin of the American Astronomical Society》 27: 1328. Bibcode:1995AAS...187.3201D. “자외선 플럭스가 강화되는 것이 항성 자기장 활동의 특징임에도, 이렇게 거대한 단일 구조는 통상적으로 태양 표면에서 발견되는 - 흩어져 있고 더 작은 활동영역들과는 확실히 다르다. 이 불균질성은 거대한 규모의 대류 활동이거나, 혹은 항성 전체에 걸친 맥동 및 채층을 가열시키는 충격구조가 원인일 것이다.”
59. 1 2  Aguilar, David; Pulliam, Christine; Lobel, A. (2004년 1월 6일). “Storms Of Hot And Cold Gas Rage In Betelgeuse's Turbulent Atmosphere”. Harvard–Smithsonian Center for Astrophysics. 2013년 1월 9일에 확인함.
60. ↑  Balega, Iu.; Blazit, A.; Bonneau, D.; Koechlin, L.; Labeyrie, A.; Foy, R. (1982년 11월). “The angular diameter of Betelgeuse”. 《Astronomy and Astrophysics》 115 (2): 253–56. Bibcode:1982A&A...115..253B.
61. ↑  이상의 관측 자료들을 조합하면 거리는 180~815광년까지, 예상 반지름은 1.2~8.9천문단위까지 나왔다. 태양계와 비교하면 화성 궤도 반지름은 1.5천문단위이며 세레스는 2.7천문단위, 목성은 5.5천문단위이다. 따라서 베텔게우스 반지름을 최대라고 가정하고 태양 대신 태양계 중심에 놓아도 토성 궤도 반지름인 9.5천문단위를 넘지는 않는다.
62. ↑  Young, John (2006년 11월 24일). “Surface Imaging of Betelgeuse with COAST and the WHT”. University of Cambridge. 2007년 6월 14일에 원본 문서에서 보존된 문서. 2013년 1월 6일에 확인함. 항성 표면의 열점 사진들은 지상에 설치된 고해상도 간섭계를 이용, 가시광선 및 적외선 영역에서 촬영했다.
63. ↑  Perrin, Guy; Malbet, Fabien (2003). “Observing with the VLTI”. 《EAS Publications Series》 6: 3. Bibcode:2003EAS.....6D...3P. doi:10.1051/eas/20030601.
64. ↑  Robert Nemiroff; Jerry Bonnell (2012년 4월 21일). “3 Auxiliary Telescopes”. 《Today's Astronomy Picture of the Day》. 2013년 1월 6일에 확인함. 사진에는 칠레 아타카마 사막에 있는 파라날 천문대 내 1.8미터 보조 망원경이 설치된 건물 3동이 보인다.
65. ↑  Worden, S. (1978). “Speckle Interferometry”. 《New Scientist》 78: 238–40. Bibcode:1978NewSc..78..238W.
66. ↑  Roddier, F. (1999). “Ground-Based Interferometry with Adaptive Optics”. 《Working on the Fringe: Optical and IR Interferometry from Ground and Space. Proceedings from ASP Conference》 194: 318. Bibcode:1999ASPC..194..318R. ISBN 1-58381-020-X.
67. ↑  “Top Five Breakthroughs From Hubble's Workhorse Camera”. NASA Jet Propulsion Laboratory, California Institute of Technology. 2009년 5월 4일. 2009년 5월 7일에 원본 문서에서 보존된 문서. 2012년 1월 6일에 확인함.
68. ↑  Melnick, J.; Petrov R.; Malbet, F. (2007년 2월 23일). “The Sky Through Three Giant Eyes, AMBER Instrument on VLT Delivers a Wealth of Results”. European Southern Observatory. 2013년 1월 6일에 확인함.
69. ↑  Wittkowski, M. (2007년 2월 23일). “MIDI and AMBER from the User's Point of View” (PDF). European Southern Observatory VLTI. 2011년 7월 28일에 원본 문서 (PDF)에서 보존된 문서. 2013년 1월 6일에 확인함.
70. 1 2  “Red Giant Star Betelgeuse in the Constellation Orion is Mysteriously Shrinking”. 《Astronomy Magazine》. 2009. 2013년 1월 6일에 확인함.
71. ↑  Robert Nemiroff; Jerry Bonnell (2010년 1월 6일). “The Spotty Surface of Betelgeuse”. 《Today's Astronomy Picture of the Day》.
72. ↑  NASA (2011년 4월 18일). “Orion's Big Head Revealed in Infrared”. NASA Mission News. 2013년 1월 6일에 확인함.
73. 1 2 3 4 5 6 7 8 9  Haubois, X.; Perrin, G.; Lacour, S.; Verhoelst, T.; Meimon, S.; Mugnier, L.; Thiébaut, E.; Berger, J. P.; Ridgway, S. T. (2009). “Imaging the Spotty Surface of Betelgeuse in the H Band”. 《Astronomy & Astrophysics》 508 (2): 923–32. arXiv:0910.4167. Bibcode:2009A&A...508..923H. doi:10.1051/0004-6361/200912927.
74. ↑  Hernandez Utrera, O.; Chelli, A (2009). “Accurate Diameter Measurement of Betelgeuse Using the VLTI/AMBER Instrument” (PDF). 《Revista Mexicana de Astronomía y Astrofísica (Serie de Conferencias)》 37: 179–80. Bibcode:2009RMxAC..37..179H. 2011년 7월 15일에 원본 문서 (PDF)에서 보존된 문서. 2013년 1월 11일에 확인함.
75. ↑  Ohnaka, K.; Weigelt, G.; Millour, F.; Hofmann, K.-H.; Driebe, T.; Schertl, D.; Chelli, A.; Massi, F.; Petrov, R.; Stee, Ph. (2011년 5월). “Imaging the Dynamical Atmosphere of the Red Supergiant Betelgeuse in the CO First Overtone Lines with VLTI/AMBER” (PDF). 《Astronomy & Astrophysics》. 529, id.A163. arXiv:1104.0958. Bibcode:2011A&A...529A.163O. doi:10.1051/0004-6361/201016279. 2013년 1월 6일에 확인함. 표준원반 지름은 42.05 ± 0.05 밀리초각이며 멱승칙형의 주연감광 효과가 적용된 원반의 시지름은 42.49 ± 0.06 밀리초각이고 주연감광 매개변수는 (9.7 ± 0.5) × 10−2이다.
76. 1 2 3  Kervella, P.; Perrin, G.; Chiavassa, A.; Ridgway, S. T.; Cami, J.; Haubois, X.; Verhoelst, T. (2011). “The Close Circumstellar Environment of Betelgeuse. II. Diffraction-limited Spectro-imaging from 7.76 to 19.50 μm with VLT/VISIR” (PDF). 《Astronomy & Astrophysics》. 531, id.A117. arXiv:1106.5041. Bibcode:2011A&A...531A.117K. doi:10.1051/0004-6361/201116962. 2013년 1월 6일에 확인함.
77. ↑  Cowen, Ron (2009년 6월 10일). “Betelgeuse Shrinks: The Red Supergiant has Lost 15 Percent of its Size”. 2011년 6월 29일에 원본 문서에서 보존된 문서. 2009년 8월 2일에 확인함. 시지름이 줄어든 것은 별 자체가 수축했기 때문인데 대략 줄어든 거리는 태양부터 금성 정도이다. 과학자들은 6월 9일 미합중국 천문학 협회 모임 및 6월 1일 천체물리학 논문 서신에 이를 게재했다.
78. ↑  Courtland, Rachel (2009). “Betelgeuse: The incredible Shrinking Star?”. 《New Scientist》. Reed Business Information Ltd. 2013년 1월 6일에 확인함.
79. ↑  Bedding, T. R.; Zijlstra, A. A.; Von Der Luhe, O.; Robertson, J. G.; Marson, R. G.; Barton, J. R.; Carter, B. S. (1997). “The Angular Diameter of R Doradus: a Nearby Mira-like Star”. 《Monthly Notices of the Royal Astronomical Society》 286 (4): 957–62. arXiv:astro-ph/9701021. Bibcode:1997MNRAS.286..957B.
80. ↑  Garrison, R. F. (1993). “Anchor Points for the MK System of Spectral Classification”. 《Bulletin of the American Astronomical Society》 25: 1319. Bibcode:1993AAS...183.1710G. 2019년 6월 25일에 원본 문서에서 보존된 문서. 2012년 2월 4일에 확인함.
81. 1 2  Neilson, H. R.; Lester, J. B.; Haubois, X. (2011년 12월). “Weighing Betelgeuse: Measuring the Mass of α Orionis from Stellar Limb-darkening” (PDF). 《Astronomical Society of the Pacific》. 9th Pacific Rim Conference on Stellar Astrophysics. Proceedings of a conference held at Lijiang, China in 14–20 April 2011. ASP Conference Series, Vol. 451: 117. arXiv:1109.4562. Bibcode:2010ASPC..425..103L. 2013년 1월 6일에 확인함.
82. ↑  Posson-Brown, Jennifer; Kashyap, Vinay L.; Pease, Deron O.; Drake, Jeremy J. (2006). “Dark Supergiant: Chandra's Limits on X-rays from Betelgeuse”. arXiv:astro-ph/0606387. Bibcode:2006astro.ph..6387P.
83. 1 2  Gray, David F. (2000). “Betelgeuse and Its Variations” (PDF). 《The Astrophysical Journal》 532 (1): 487–96. Bibcode:2000ApJ...532..487G. doi:10.1086/308538. 이 별의 질량은 알려지지 않았지만 관측자 대다수는 태양질량 10~20배 사이(꽤 큰 값임)라는 데 동의한다.
84. ↑  “Bright Star Catalogue, 5th Revised Ed. (Hoffleit+, 1991)”. 《VizieR》. Centre de Données astronomiques de Strasbourg. 2013년 1월 6일에 확인함.
85. ↑  Dorch, S. B. F. (2004). “Magnetic Activity in Late-type Giant Stars: Numerical MHD Simulations of Non-linear Dynamo Action in Betelgeuse” (PDF). 《Astronomy & Astrophysics》 423 (3): 1101–07. arXiv:astro-ph/0403321. Bibcode:2004A&A...423.1101D. doi:10.1051/0004-6361:20040435.
86. ↑  
Aurière, M; Donati, J.-F.; Konstantinova-Antova, R.; Perrin, G.; Petit, P.; Roudier, T. (2010). “The Magnetic Field of Betelgeuse : a Local Dynamo from Giant Convection Cells?”. 《Astronomy & Astrophysics》 516: L2. arXiv:1005.4845. Bibcode:2010A&A...516L...2A. doi:10.1051/0004-6361/201014925.
87. ↑  
Maeder, André; Meynet, Georges (2003). “The Role of Rotation and Mass Loss in the Evolution of Massive Stars”. 《Publications of the Astronomical Society of the Pacific》 212: 267. Bibcode:2003IAUS..212..267M.
88. 1 2 3  Reynolds, R. J.; Ogden, P. M. (1979). “Optical evidence for a very large, expanding shell associated with the I Orion OB association, Barnard's loop, and the high galactic latitude H-alpha filaments in Eridanus”. 《Astrophysical Journal》 229: 942–53. Bibcode:1979ApJ...229..942R. doi:10.1086/157028.
89. ↑  Robert Nemiroff; Jerry Bonnell (2010년 10월 23일). “Orion: Head to Toe”. 《Today's Astronomy Picture of the Day》. 2012년 10월 8일에 확인함.
90. 1 2 3  Kaler, James B. (Jim). “Betelgeuse (Alpha Orionis)”. 《Stars website》. University of Illinois. 2013년 1월 6일에 확인함.
91. 1 2  
Baud, B.; Waters, R.; De Vries, J.; Van Albada, G. D.; BouLanger, F.; Wesselius, P. R.; Gillet, F.; Habing, H. J.; Van Der Kruit, P. C. (1984년 1월). “A Giant Asymmetric Dust Shell around Betelgeuse”. 《Bulletin of the American Astronomical Society》 16: 405. Bibcode:1984BAAS...16..405B.
92. ↑  
Ridgway, Stephen; Aufdenberg, Jason; Creech-Eakman, Michelle; Elias, Nicholas; Howell, Steve; Hutter, Don; Karovska, Margarita; Ragland, Sam; Wishnow, Ed (2009). “Quantifying Stellar Mass Loss with High Angular Resolution Imaging”. 《Astronomy & Astrophysics》 247: 247. arXiv:0902.3008. Bibcode:2009astro2010S.247R.
93. 1 2  
A. P.Ohnaka, K.; Hofmann, K.-H.; Benisty, M.; Chelli, A.; Driebe, T.; Millour, F.; Petrov, R.; Schertl, D.; Stee, Ph. (2009). “Spatially Resolving the Inhomogeneous Structure of the Dynamical Atmosphere of Betelgeuse with VLTI/AMBER”. 《Astronomy & Astrophysics》 503 (1): 183–95. arXiv:0906.4792. Bibcode:2009A&A...503..183O. doi:10.1051/0004-6361/200912247.
94. ↑  
Tsuji, T. (2000). “Water on the Early M Supergiant Stars α Orionis and μ Cephei” (PDF). 《The Astrophysical Journal》 538 (2): 801–07. Bibcode:2000ApJ...538..801T. doi:10.1086/309185.
95. ↑  Lambert, D. L.; Brown, J. A.; Hinkle, K. H.; Johnson, H. R. (1984). “Carbon, Nitrogen, and Oxygen Abundances in Betelgeuse”. 《Astrophysical Journal》 284: 223–37. Bibcode:1984ApJ...284..223L. doi:10.1086/162401.
96. 1 2 3  Dave Finley (1998년 4월 8일). “VLA Shows "Boiling" in Atmosphere of Betelgeuse”. National Radio Astronomy Observatory. 2010년 9월 7일에 확인함.
97. ↑  
Lim, Jeremy; Carilli, Chris L.; White, Stephen M.; Beasley, Anthony J.; Marson, Ralph G. (1998). “Large Convection Cells as the Source of Betelgeuse's Extended Atmosphere”. 《Nature》 392 (6676): 575–77. Bibcode:1998Natur.392..575L. doi:10.1038/33352.
98. 1 2 3  
Lobel, A.; Aufdenberg, J.; Dupree, A. K.; Kurucz, R. L.; Stefanik, R. P.; Torres, G. (2004). “Spatially Resolved STIS Spectroscopy of Betelgeuse's Outer Atmosphere”. 《Publications of the Astronomical Society of the Pacific》 219: 641. arXiv:astro-ph/0312076. Bibcode:2004IAUS..219..641L. 논문에서 로벨은 1초각을 대략 항성 반지름의 40배로 계산했는데, 2004년 당시 광구 지름을 0.0552"로, 거리를 430 광년으로 계산했다(이는 바이너의 자료를 인용한 것이다).
99. ↑  “The Flames of Betelgeuse”. 《ESO Photo Release》. 2011년 6월 23일. 2013년 1월 10일에 확인함.
100. ↑  Robert Nemiroff; Jerry Bonnell (2011년 6월 28일). “Stardust and Betelgeuse”. 《Today's Astronomy Picture of the Day》. 2013년 1월 10일에 확인함.
101. 1 2  
Skinner, C. J.; Dougherty, S. M.; Meixner, M.; Bode, M. F.; Davis, R. J.; Drake, S. A.; Arens, J. F.; Jernigan, J. G. (1997). “Circumstellar Environments – V. The Asymmetric Chromosphere and Dust Shell of Alpha Orionis”. 《Monthly Notices of the Royal Astronomical Society》 288 (2): 295–306. Bibcode:1997MNRAS.288..295S.
102. ↑  
Danchi, W. C.; Bester, M.; Degiacomi, C. G.; Greenhill, L. J.; Townes, C. H. (1994). “Characteristics of Dust Shells around 13 Late-type Stars”. 《The Astronomical Journal》 107 (4): 1469–1513. Bibcode:1994AJ....107.1469D. doi:10.1086/116960.
103. ↑  
David, L.; Dooling, D. (1984). “The Infrared Universe”. 《Space World,》 2: 4–7. Bibcode:1984SpWd....2....4D.
104. ↑  Harper, Graham M.; Carpenter, Kenneth G.; Ryde, Nils; Smith, Nathan; Brown, Joanna; Brown, Alexander; Hinkle, Kenneth H.; Stempels, Eric (2009). “UV, IR, and mm Studies of CO Surrounding the Red Supergiant α Orionis (M2 Iab)”. 《AIP Conference Proceedings》 1094: 868–71. Bibcode:2009AIPC.1094..868H. doi:10.1063/1.3099254.
105. ↑  Lamers, Henny J. G. L. M.; Cassinelli, Joseph P. (1999년 6월). 《Introduction to Stellar Winds》. Cambridge, UK: Cambridge University Press. Bibcode:1999isw..book.....L. ISBN 978-0521595650.
106. ↑  “Akari Infrared Space Telescope: Latest Science Highlights”. European Space Agency. 2008년 11월 19일. 2013년 1월 8일에 확인함.
107. ↑  Noriega-Crespo, Alberto; van Buren, Dave; Cao, Yu; Dgani, Ruth (1997). “A Parsec-Size Bow Shock around Betelgeuse” (PDF). 《Astronomical Journal》 114: 837–40. Bibcode:1997AJ....114..837N. doi:10.1086/118517. 2012년 6월 25일에 확인함. 1997년 노리에가는 종전 거리수치(400광년)를 적용하여 충격파의 크기를 0.8 파섹으로 계산했다. 현재 거리수치 643광년을 적용하면 뱃머리 충격파 크기는 최대 1.28파섹 또는 4광년 이상에 이른다.
108. ↑  Newton, Elizabeth (2012년 4월 26일). “This Star Lives in Exciting Times, or, How Did Betelgeuse Make that Funny Shape?”. Astrobites. 2012년 4월 30일에 원본 문서에서 보존된 문서. 2013년 1월 8일에 확인함.
109. ↑  Mackey, Jonathan; Mohamed, Shazrene; Neilson, Hilding R.; Langer, Norbert; Meyer, Dominique M.-A. (2012년 5월). “Double Bow Shocks around Young, Runaway Red Supergiants: Application to Betelgeuse”. 《The Astrophysical Journal Letters》 751 (1, article id. L10): 837–40. Bibcode:2012ApJ...751L..10M. doi:10.1088/2041-8205/751/1/L10.
110. ↑  NASA (2010년 9월 30일). “Cosmic Forensics Confirms Gamma-ray Burst/Supernova Connection”. Harvard-Smithsonian Center for Astrophysics. 2013년 1월 8일에 확인함.
111. ↑  Sessions, Larry (2009년 6월 29일). “Betelgeuse: Will explode someday”. EarthSky Communications, Inc. 2013년 1월 8일에 확인함.
112. 1 2  Tate, Jean (2009년 10월 13일). “Betelgeuse”. Universe Today. 2010년 11월 24일에 원본 문서에서 보존된 문서. 2013년 1월 8일에 확인함.
113. 1 2 3  Wheeler, J. Craig (2007). 《Cosmic Catastrophes: Exploding Stars, Black Holes, and Mapping the Universe》 2판. Cambridge, UK: Cambridge University Press. 115–17쪽. ISBN 0-521-85714-7.
114. ↑  Connelly, Claire (2011년 1월 19일). “Tatooine's twin suns – coming to a planet near you just as soon as Betelgeuse explodes”. 《News.com.au》. 2012년 9월 22일에 원본 문서에서 보존된 문서. 2013년 1월 8일에 확인함.
115. ↑  Plait, Phil (2010년 6월 1일). “Is Betelgeuse about to blow?”. 《Bad Astronomy》. Discovery. 2011년 4월 21일에 원본 문서에서 보존된 문서. 2013년 1월 8일에 확인함.
116. ↑  O'Neill, Ian (2011년 1월 20일). “Don't panic! Betelgeuse won't explode in 2012!”. 《Discovery space news》. 2012년 12월 31일에 원본 문서에서 보존된 문서. 2013년 1월 8일에 확인함.
117. ↑  Plait, Phil (2011년 1월 21일). “Betelgeuse and 2012”. 《Bad Astronomy》. Discovery. 2012년 11월 3일에 원본 문서에서 보존된 문서. 2013년 1월 8일에 확인함.
118. ↑  Karovska, M.; Noyes, R. W.; Roddier, F.; Nisenson, P.; Stachnik, R. V. (1985). “On a Possible Close Companion to α Ori”. 《Bulletin of the American Astronomical Society》 17: 598. Bibcode:1985BAAS...17..598K.
119. ↑  Karovska, M.; Nisenson, P.; Noyes, R. (1986). “On the alpha Orionis triple system”. 《Astrophysical Journal》 308: 675–85. Bibcode:1986ApJ...308..260K. doi:10.1086/164497.
120. ↑  Wilson, R. W.; Baldwin, J. E.; Buscher, D. F.; Warner, P. J. (1992). “High-resolution imaging of Betelgeuse and Mira”. 《Monthly Notices of the Royal Astronomical Society》 257 (3): 369–76. Bibcode:1992MNRAS.257..369W.
121. ↑  
Karovska, M. (1992). “Imaging of the Surface of α ORI”. 《Proceedings of the 7th Cambridge Workshop, ASP Conference Series》 26: 279. Bibcode:1992ASPC...26..279K.
122. ↑  “CCDM (Catalog of Components of Double & Multiple stars (Dommanget+ 2002)”. 《VizieR》. Centre de Données astronomiques de Strasbourg. 2012년 1월 9일에 확인함.
123. ↑  이는 로마자 l을 i로 잘못 표기한 것이다. 결국, 이 단어가 현대 표기 Betelgeuse의 시초가 되었다.
124. ↑  Johann Elert Bode, (ed.). (1782) Vorstellung der Gestirne: auf XXXIV Kupfertafeln nach der Parisier Ausgabe des Flamsteadschen Himmelsatlas, Gottlieb August Lange, Berlin / Stralsund, pl. XXIV.
125. ↑  Johann Elert Bode, (ed.) (1801). Uranographia: sive Astrorum Descriptio, Fridericus de Harn, Berlin, pl. XII.
126. ↑  Schaaf, Fred (2008). 〈Betelgeuse〉. 《The Brightest Stars》. Hoboken, New Jersey: Wiley. 174–82쪽. ISBN 0-471-70410-5.
127. ↑  Dibon-Smith, Richard. “Alpha Orionis (Betelgeuse )”. 《The Constellations Web Page》. 2010년 1월 23일에 확인함.
128. ↑  Kanipe, Jeff (2005년 6월 30일). “SpaceWatch – A Star by Any Other Name”. 2009년 5월 22일에 원본 문서에서 보존된 문서. 2013년 1월 9일에 확인함.
129. ↑  Davis, George R., Jr. (1944). “The pronunciations, derivations, and meanings of a selected list of star names”. 《Popular Astronomy》 52: 8–29. Bibcode:1944PA.....52....8D.
130. ↑  Ridpath, Ian (2006). 《The Monthly Sky Guide》 7판. Cambridge University Press. 8쪽. ISBN 0-521-68435-8.
131. ↑  Kunitzsch, Paul (1986). “The Star Catalogue Commonly Appended to the Alfonsine Tables”. 《Journal for the History of Astronomy》 17 (49): 89–98. Bibcode:1986JHA....17...89K.
132. ↑  Kunitzsch, Paul (1959). 《Arabische Sternnamen in Europa》. Wiesbaden: Otto Harrassowitz.
133. 1 2  Kunitzsch, Paul; Smart, Tim (2006). 《A Dictionary of Modern star Names: A Short Guide to 254 Star Names and Their Derivations》 2 rev.판. Cambridge, Massachusetts: Sky Pub. 45쪽. ISBN 978-1-931559-44-7.
134. ↑  “Dunhuang Star Chart”. 《International Dunhuang Project (IDP)》. British Library. 2013년 1월 10일에 확인함.
135. ↑  “AEEA (Activities of Exhibition and Education in Astronomy) 天文教育資訊網 2006 年 5 月 25 日”. 2011년 7월 16일에 원본 문서에서 보존된 문서. 2013년 1월 11일에 확인함.
136. ↑  Ridpath, Ian. “Orion Continued”. 《Star Tales》. 2013년 1월 10일에 확인함.
137. ↑  Steve Renshaw; Saori Ihara (1999년 10월). “Yowatashi Boshi; Stars that Pass in the Night”. Griffith Observer. 2013년 1월 2일에 원본 문서에서 보존된 문서. 2012년 6월 25일에 확인함.
138. ↑  Hōei Nojiri, "Shin seiza jyunrei", p.19 ISBN 978-4-12-204128-8
139. ↑  Henry, Teuira (1907). “Tahitian Astronomy: Birth of Heavenly Bodies”. 《The Journal of the Polynesian Society》 16 (2): 101–04. JSTOR 20700813.
140. ↑  Brosch, Noah (2008). 《Sirius Matters》. Springer. 46쪽. ISBN 1-4020-8318-1.
141. ↑  Milbrath, Susan (1999). 《Star Gods of the Maya: Astronomy in Art, Folklore, and Calendars》. Austin, Texas: University of Texas Press. 39쪽. ISBN 0292752261.[깨진 링크(과거 내용 찾기)]
142. ↑  Harney, Bill Yidumduma; Cairns, Hugh C. (2004) [2003]. 《Dark Sparklers》 Revis판. Merimbula, New South Wales: Hugh C. Cairns. 139–40쪽. ISBN 0-9750908-0-1.
143. ↑  Littleton, C. Scott (2005). 《Gods, goddesses, and mythology》 1. Marshall Cavendish. 1056쪽. ISBN 0-7614-7559-1.
144. ↑  Motz, Lloyd; Nathanson, Carol (1991). 《The Constellations: An Enthusiast's Guide to the Night Sky》. London, United Kingdom: Aurum Press. 85쪽. ISBN 1-85410-088-2.
145. ↑  Cenev, Gjore (2008). “Macedonian Folk Constellations”. 《Publications of the Astronomical Observatory of Belgrade》 85: 97–109. Bibcode:2008POBeo..85...97C.
146. ↑  Kelley, David H.; Milone, Eugene F.; Aveni, A.F. (2011). 《Exploring Ancient Skies: A Survey of Ancient and Cultural Astronomy》. New York, New York: Springer. 307쪽. ISBN 144197623X.